# Distretto di Kosovska Mitrovica
Il distretto di Mitrovica (in albanese Rajoni i Mitrovicës; in serbo Косовскомитровачки округ?, Kosovskomitrovački okrug) è uno dei sette distretti unificati del Kosovo. Il suo centro amministrativo e la città più grande è Mitrovica. Il distretto confina con il distretto di Peć a sud-ovest, il distretto di Pristina a sud-est e ad est, e la Repubblica di Serbia a nord. Venne istituito dall'ONU nel 1999 e sottoposto da allora sotto l'amministrazione dell'UNMIK.
È il distretto più settentrionale della regione Kosovo e la sua particolarità è che tutt'oggi è l'unica area del Kosovo in cui è presente una consistente comunità serba, che forma l'assoluta maggioranza in tre dei suoi comuni: Leposavić, Zvečan e Zubin Potok. Due sono i comuni a schiacciante maggioranza albanese: Vushtrri e Skenderaji. 

Mentre è mista seppur a prevalenza albanese il comune di Kosovska Mitrovica/Mitrovicë. In quest'ultimo comune il confine etno-linguistico è segnato con buona approssimazione dal corso del fiume Ibar: a nord di esso sono concentrati i serbi, a sud gli albanesi.

## Storia
Le prime abitazioni umane risalgono periodo preistorico. Alcuni siti neolitici sono stati scoperti nel distretto di Mitrovica, ad esempio a Runik, Zhitkoc e Karagac, Vallac e Fafos. Questa regione era popolata dai Dardani, una tribù illirica che viveva nel territorio dell'attuale Kosovo.

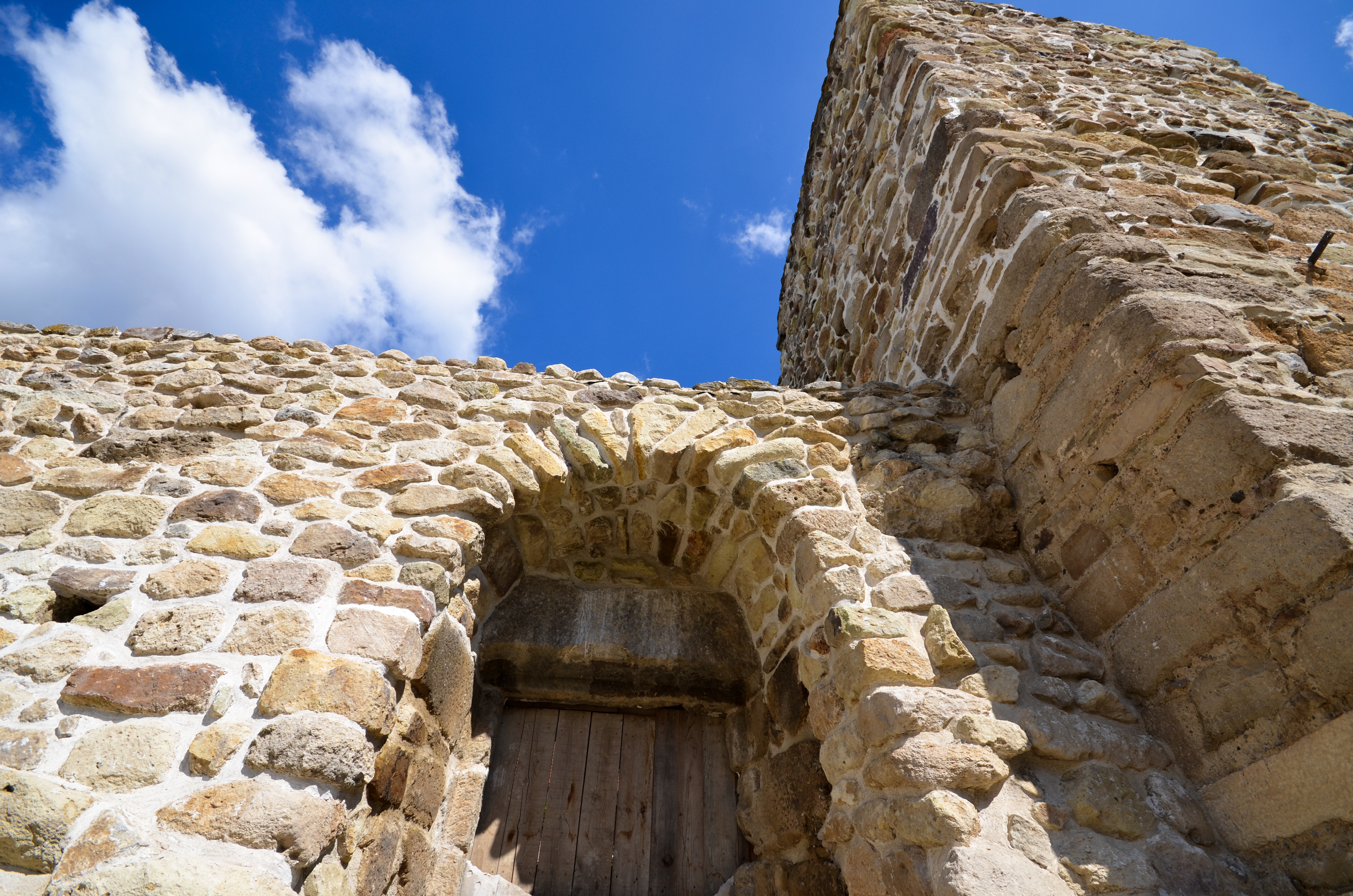
Castello di Vushtrria

Entro la fine del I secolo a.C., i Romani invasero la regione. A quel tempo, uno dei centri più importanti della regione era Municipium Dardanorum, localizzato nel villaggio di Socanica, Comune di Leposavić. Siti archeologici di epoca romana sono stati trovati anche nel territorio di Vushtrri (Vicianum), ad esempio le rovine del villaggio di Pestova e la Fortezza di Rashan.

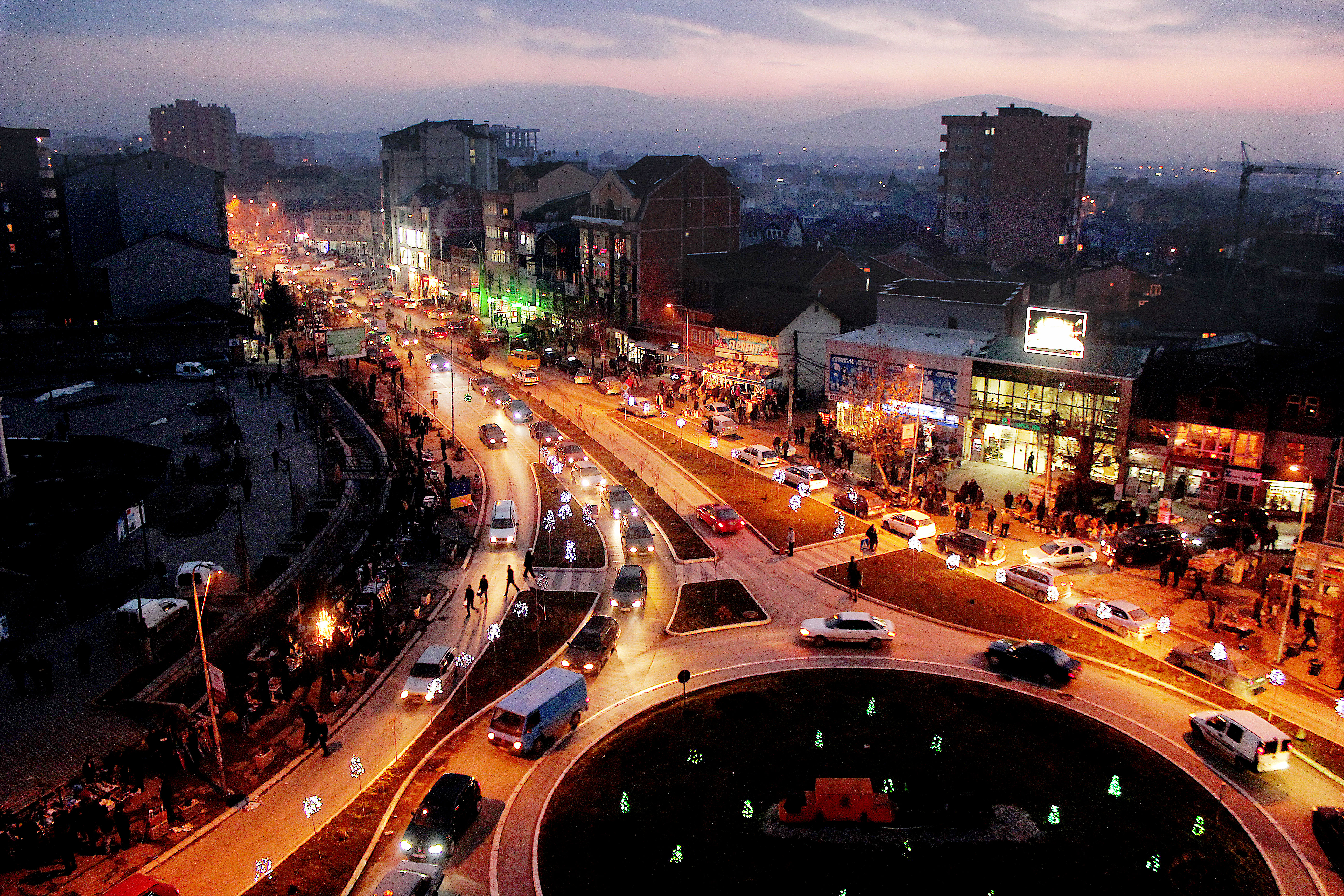
Centro di Mitrovica

Dopo i Romani, il territorio della regione di Mitrovica fu occupato da Bisanzio. Durante il periodo di Giustiniano I (527-565) fu costruita l'antica fortezza di Vushtrri, che rimane oggi il centro della città. Alla fine del IX secolo, la regione di Mitrovica divenne parte dello stato bulgaro di Samuele. L'area fu conquistata dalla dinastia Nemanjić nel 1185. Durante il dominio serbo, la regione e il Kosovo in generale divennero un centro politico e spirituale del regno serbo. Gli Ottomani vennero nella regione nel XIV secolo e rimasero fino al XVII secolo. Durante l'invasione ottomana, l'Islam si diffuse in questa zona e furono costruite molte moschee, bagni turchi, madrasa, ponti e case ottomane. Le città di Vushtrri, Mitrovica e Zveçani divennero alcune delle più grandi città della regione e alcune delle più importanti dell'Impero Ottomano. Nel 1912, dopo la capitolazione ottomana, la Serbia acquisì il territorio del Kosovo. Nella prima guerra mondiale, la regione faceva parte dell'impero austro-ungarico (1915-18), poi parte del regno di serbi, croati e sloveni. Nella seconda guerra mondiale, la Germania conquistò la maggior parte del territorio della regione di Mitrovica, mentre gli Skënderaj era sotto il dominio italiano. Dopo la Seconda Guerra Mondiale entrò a far parte della Jugoslavia

## Geografia

### Rilievi

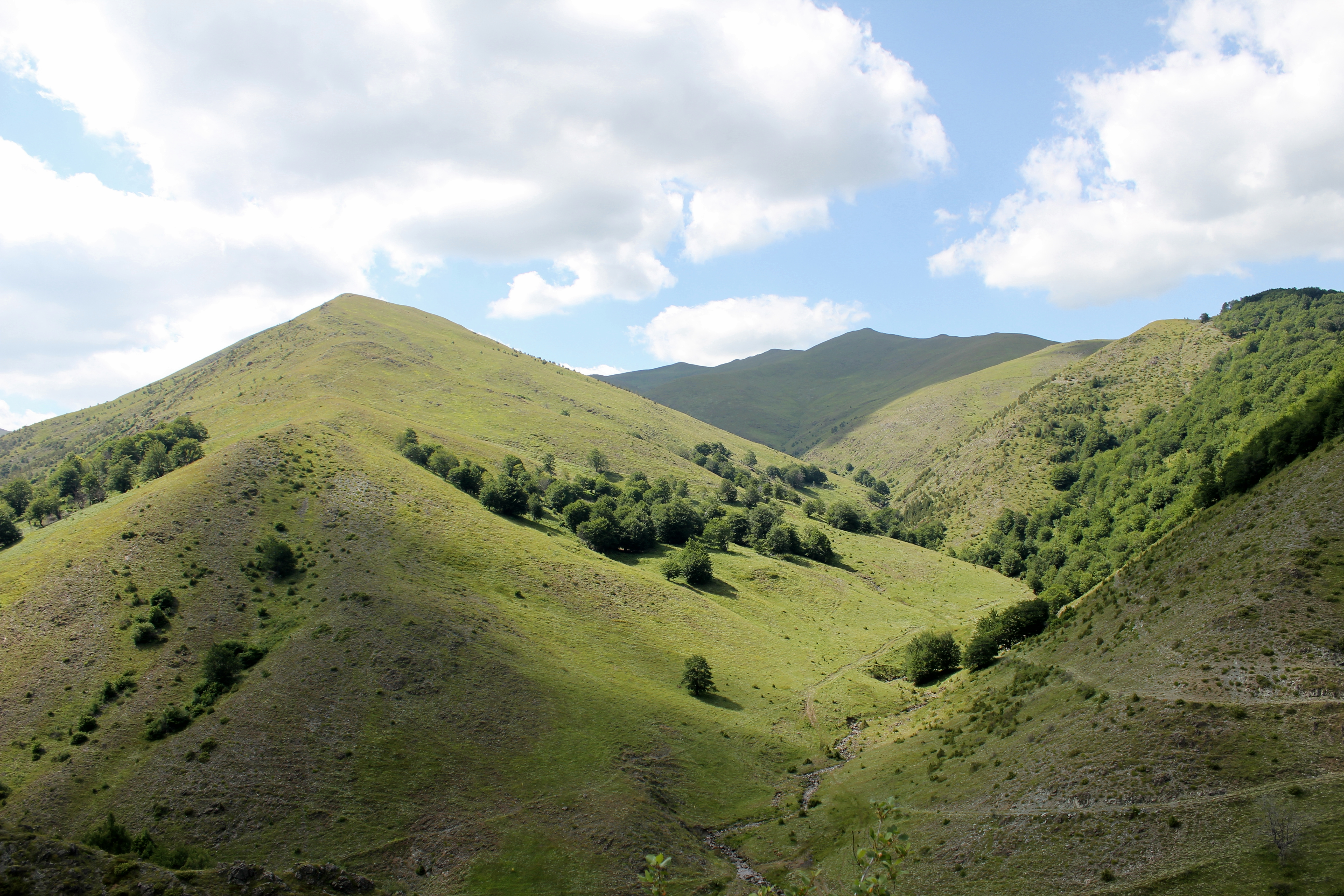
Le montagne di Bajgora

Il terreno del distretto di Mitrovica è aspro e montuoso, comprendente la porzione sud del monte Kopaonik a nord-est, con il punto più alto del picco Pančić a 2.017 metri sul livello del mare (l'estremità più settentrionale del Kosovo). Le catene montuose di Rogozna e Mokra Gora si estendono a nord-ovest da Zubin Potok con la cima di Berim, 1731 metri. La parte settentrionale di Drenica e la montagna di Qyqavica occupano la parte sud-occidentale della regione, mentre a sud-est il confine si estende sulla pianura del Kosovo. Nel centro della regione si trova la valle di Ibar, dove si trova Mitrovica.

### Idrografia

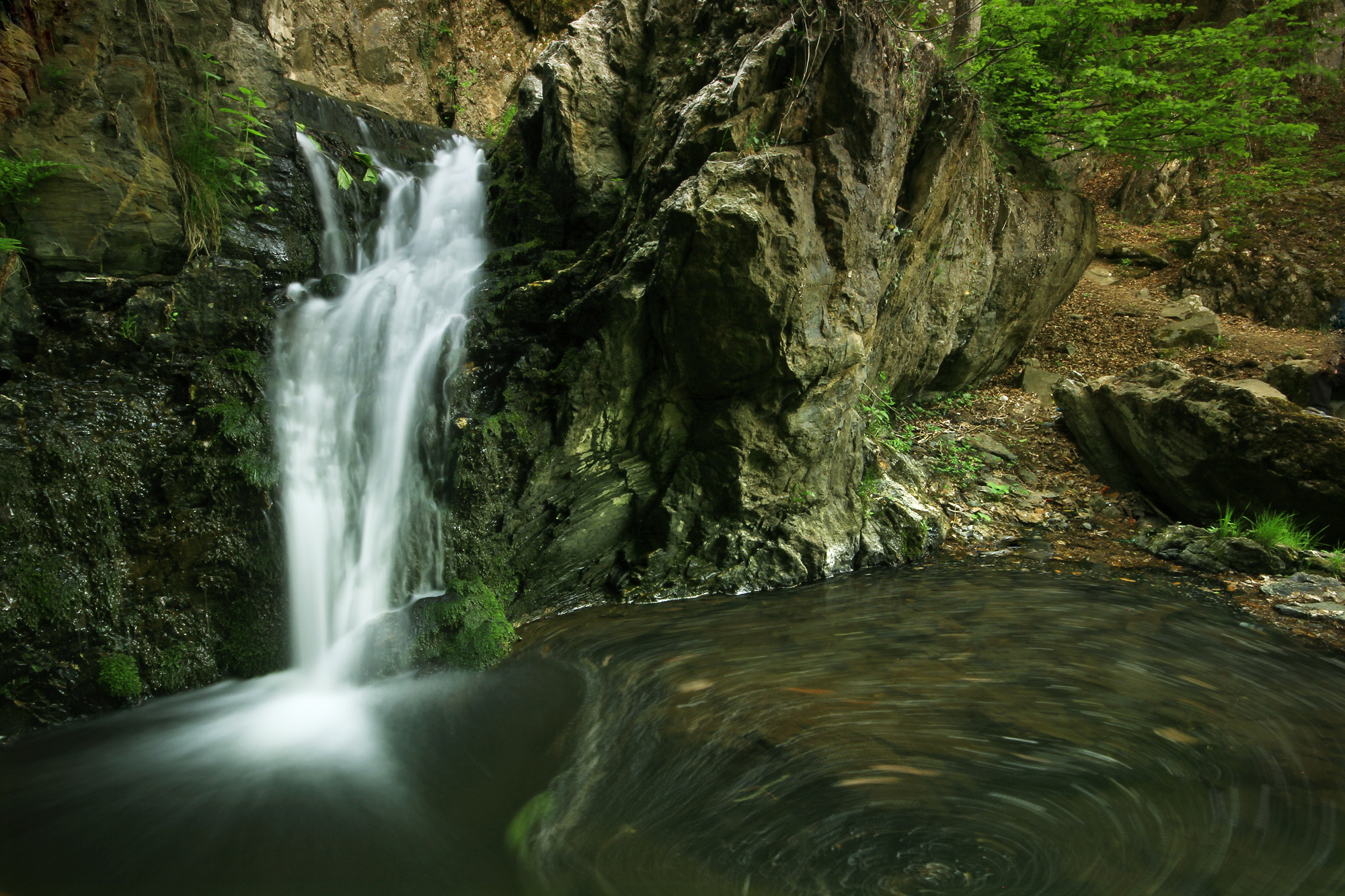
Cascata nel villaggio di Bajgora

Per quanto riguarda l'idrografia, il distretto di Mitrovica costituisce una delle regioni più ricche del Kosovo. Mentre una zona montuosa, ci sono molte piccole sorgenti fluviali nella regione, e qui scorre due dei fiumi più importanti del Kosovo, Ibar e Sitnica.
Ibar ha origine a Rožaje, Montenegro orientale, passa attraverso Sandžak ed entra in Kosovo dalla città di Zubin Potok. Vicino a questa città, il fiume è arginato dalla diga Gazivoda, creando il lago artificiale Gazivode. 

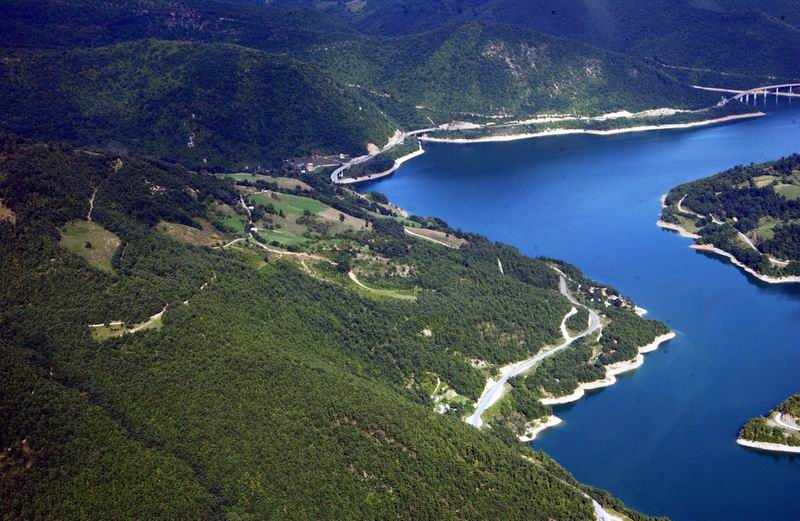
Lago Gazivoda, Zubin Potok

Come il più grande lago del Kosovo (area di 11,9 km2, altitudine di 693 metri, profondità 105 metri), il lago Gazivoda rappresenta uno dei beni più importanti dell'economia del Kosovo. Sotto Gazivode, viene creato un altro bacino idrico, il Lago di Pridvorice. A Mitrovica, l'Ibar riceve il fiume Lushta e Sitnica, che sono costituiti dal fiume più lungo del Kosovo. Sitnica passa attraverso la città di Vushtrri ciò che rende un elemento importante per l'agricoltura in questa zona. A Mitrovica riceve il fiume Trepça, originario delle montagne di Bajgora, della catena di Kopaonik.

## Evoluzione demografica

### Popolazione
Secondo i risultati del censimento del 2011 e dei dati dell'Agenzia delle statistiche del Kosovo per il 2008-2009 per i comuni a maggioranza serba: Zveçan, Leposaviç, Zubin Potok e parte settentrionale di Mitrovica, in questa regione vivono circa 232.833 abitanti o il 13,38% della popolazione totale del Kosovo.
| Città       | Area comunale | Area comunale | Zona urbana | Zona urbana |
| Città       | Pop. 2011     | Posizione     | Pop. 2011   | Posizione   |
| ----------- | ------------- | ------------- | ----------- | ----------- |
| Mitrovica   | 84.235        | 1             | 46.230      | 1           |
| Vushtrri    | 69.870        | 2             | 26.964      | 2           |
| Skënderaj   | 50.858        | 3             | 6.612       | 3           |
| Leposavić   | 13.773        | 4             | 3.702       | 4           |
| Zveçani     | 7.481         | 5             | 1.297       | 5           |
| Zubin Potok | 6.616         | 6             | 1.724       | 6           |

Nota: anche la parte settentrionale di Mitrovica è inclusa in Mitrovica..

### Etnie e minoranze straniere
I comuni di Mitrovica, Vučitrn e Skenderaj hanno una maggioranza albanese, mentre i comuni di Zubin Potok, Zvečan e Leposavić hanno una maggioranza etnica serba. I serbi costituiscono anche la maggioranza della popolazione nella parte settentrionale di Mitrovica, che è il loro centro culturale e politico in Kosovo.

#### Popolazione per etnia
Dati sui comuni di Mitrovica Sud, Vučitrn e Skenderaj secondo il censimento della popolazione del 2011.
| Comune            | Totale | Etnia    | Etnia | Etnia  | Etnia      | Etnia | Etnia   | Etnia    | Etnia  | Etnia | Etnia                     | Etnia           |
| Comune            | Totale | Albanesi | Serbi | Turchi | Bosgnacchi | Rom   | Ashkali | Egiziani | Gorani | Altro | Preferisce non rispondere | Non disponibile |
| ----------------- | ------ | -------- | ----- | ------ | ---------- | ----- | ------- | -------- | ------ | ----- | ------------------------- | --------------- |
| Mitrovica del Sud | 71.909 | 69.497   | 14    | 518    | 416        | 528   | 647     | 6        | 23     | 47    | 61                        | 152             |
| Vushtrri          | 69.870 | 68.840   | 384   | 278    | 33         | 68    | 143     | 1        | 3      | 50    | 17                        | 53              |
| Skënderaj         | 50.858 | 50.685   | 50    | 1      | 42         | -     | 10      | 1        | -      | 5     | 4                         | 60              |

I comuni a maggioranza serba: Zvečan, Leposavić, Zubin Potok e la parte settentrionale di Mitrovica non hanno partecipato al censimento della popolazione condotto ad aprile 2011. Per questi comuni i dati sono del censimento 2008-2009.
| Leposavić          | 13.773 | 323 | 13.450 |
| Zubin Potok        | 6.616  | 995 | 5.621  |
| Zvečan             | 7.481  | 386 | 7.095  |
| Mitrovica del Nord | 12.326 | 867 | 11.459 |

### Lingue ufficiali
Nei comuni della regione di Mitrovica, sono lingue ufficiali l'albanese e il serbo.

## Geografia antropica

### Suddivisioni amministrative

#### Comuni
Fino al 2012 la regione di Mitrovica era divisa in sei comuni. Nel 2013, dopo le elezioni di novembre in Cossovo, Mitrovica del Nord divenne ufficialmente un comune separato. La città più grande è Mitrovica (46.330 abitanti) e il comune di Mitrovica del Sud (71.909 abitanti).
| Comune                         | Popolazione (2011) | Area (km²) | Densità (km²) | Insediamenti |
| ------------------------------ | ------------------ | ---------- | ------------- | ------------ |
| Kosovska Mitrovica (Mitrovicë) | 71.909             | 350        | 205,5         |              |
| Vučitrn (Vushtrri)             | 69.870             | 344        | 203,1         |              |
| Srbica (Skënderaj)             | 50.858             | 378        | 134,5         |              |
| Mitrovica del Nord             | 29.460             | 11         | 2.678,2       |              |
| Leposavić (Leposaviq)          | 18.600             | 539        | 34,5          |              |
| Zvečan (Zveçani)               | 16.650             | 122        | 136,5         |              |
| Zubin Potok (Zubin Potoku)     | 14.900             | 333        | 44,7          |              |
| Distretto di Mitrovica         | 272.247            | 2.077      | 131,1         | 267          |

#### Insediamenti nel distretto di Mitrovica
Questa è la lista di 48 insediamenti nel comune di Mitrovica.
| - Bajgorë/Bajgora - Barë/Bare - Batahir/Bataire - Braboniq/Brabonjić - Dedi/Dedinje - Gushac/Gušavac - Kaçandoll/Kačandol - Kçiq i Madh/Veliki Kičić - Koprivë/Kopriva - Koshtovë/Košutovo - Kovaçicë/Kovačica - Kutlloc/Kutlovac - Lisicë/Lisica - Lushtë/Ljušta - Magjerë/Mađare - Mazhiq/Mažić | - Melenicë/Meljenica - Mitrovicë/Kosovska Mitrovica - Ovçar/Ovčare - Pirç/Pirče - Rahovë/Orahovo - (Rashan)/Donje Rašane - Rashan/Gornje Rašane - Rekë/Reka - Rrzhanë/Ržana - Selac/Seljance - Shipol/Šipolje - Shupkoc/Šupkovac - Stantërg/Stari Trg (rudarsko naselje) - (Stantërg)/Stari Trg (selo) - Stranë/Strana - Suhodoll i Epërm/Gornji Suvi Do | - Suhodoll i Poshtëm/Donji Suvi Do - Svinjarë/Svinjare - Tërstenë/Trstena - Tunel i Parë/Prvi Tunel - Vaganicë/Vaganica - Vërbnicë/Vrbnica - Vidishiq/Vidušić - Vidomiriq/Vidomirić - Vinarc i Epërm/Gornje Vinarce - Vinarc i Poshtëm/Donje Vinarce - Vllahi/Vlahinje - Zabërgjë/Zabrđe - Zasellë/Zasela - Zhabar i Epërm/Gornje Žabare - Zhabar i Poshtëm/Donje Žabare - Zijaçë/Zijača |

Questa è la lista dei 67 insediamenti nel comune di Vushtrri.
| - Akrashticë/Okraštica - Balincë/Balince - Banjskë/Banjska - Beçiq/Bečić - Beçuk/Benčuk - Begaj/Novo Selo Begovo - Bivolak/Bivoljak - Boshlan/Bošljane - Brusnik - Bukosh/Bukoš - Ceceli/Cecelija - Dalak/Doljak - Dobërllukë/Dobra Luka - Druar/Drvare - Duboc/Dubovac - Dumnicë e Epërme/Gornja Dubnica - Dumnicë e Llugave/Lug Dubnica | - Dumnicë e Poshtme /Donja Dubnica - Galicë/Galica - Gllavatin/Glavotina - Gojbulë/Gojbulja - Gracë/Grace - Gumnishtë/Gumnište - Hercegovë/Hercegovo - Karaçë/Karače - Kollë/Kolo - Kunovik/Kunovik - Kurillovë/Kurilovo - Liqej/Jezero - Lumadh/Velika Reka - Mavriq/Mavrić - Maxhunaj/Novo Selo Mađunsko - Mihaliq/Mijalić - Miraçë/Miroče | - Nevolan/Nevoljane - Nedakoc/Nedakovac - Oshlan]/Ošljane - Pantinë/Pantina - Pasomë/Pasoma - Pestovë/Pestovo - Prelluzhë/Prilužje - Reznik/Resnik - Ropicë/Ropica - Samadrexhë/Samodreža - Sfaraçak i Epërm/Gornji Svračak - Sfaraçak i Poshtëm/Donji Svračak - Shalë/Šalce - Shlivovicë/Šljivovica - Shtitaricë/Štitarica - Skoçan/Skočna - Skromë/Skrovna | - Sllakoc/Slakovce - Sllatinë/Slatina - Smrekonicë/Smrekovnica - Stanoc i Epërm/Gornje Stanovce - Stanoc i Poshtëm/Donje Stanovce - Stroc/Strovce - Studime e Epërme/Gornja Sudimlja - Studime e Poshtme/Donja Sudimlja - Taraxhë/Taradža - Tërllabuq/Trlabuć - Vërmicë /Vrnica - Vesekoc/Vesekovce - Vilanc/Viljance - Vushtrri/Vučitrn - Zagorë/Zagorje - Zhilivodë/Žilivoda |

## Galleria d'immagini

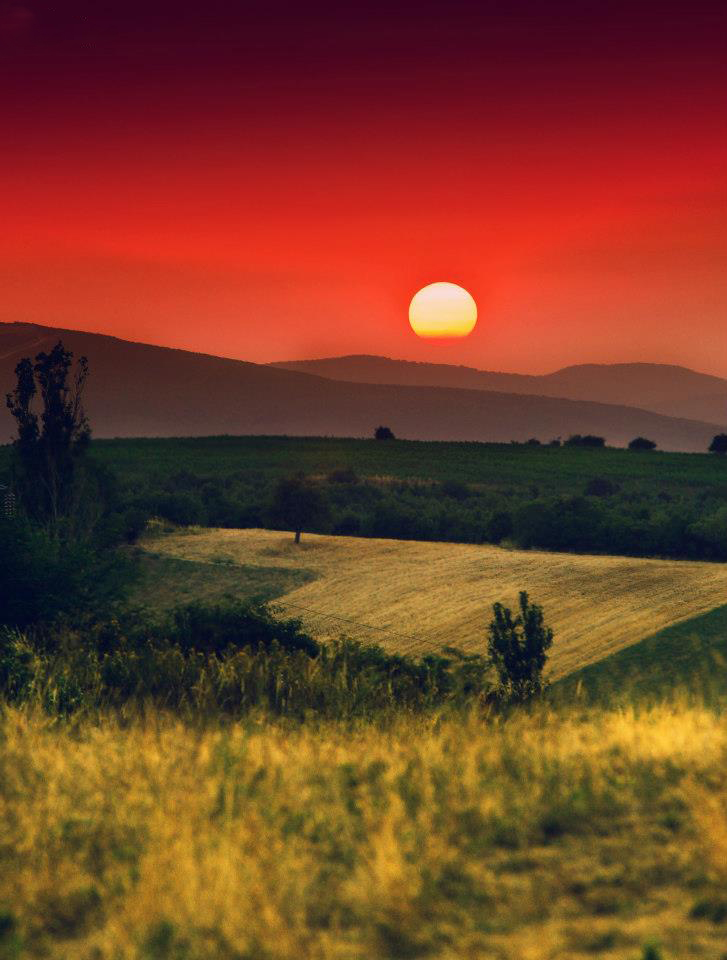
Paesaggio vicino Vučitrn.
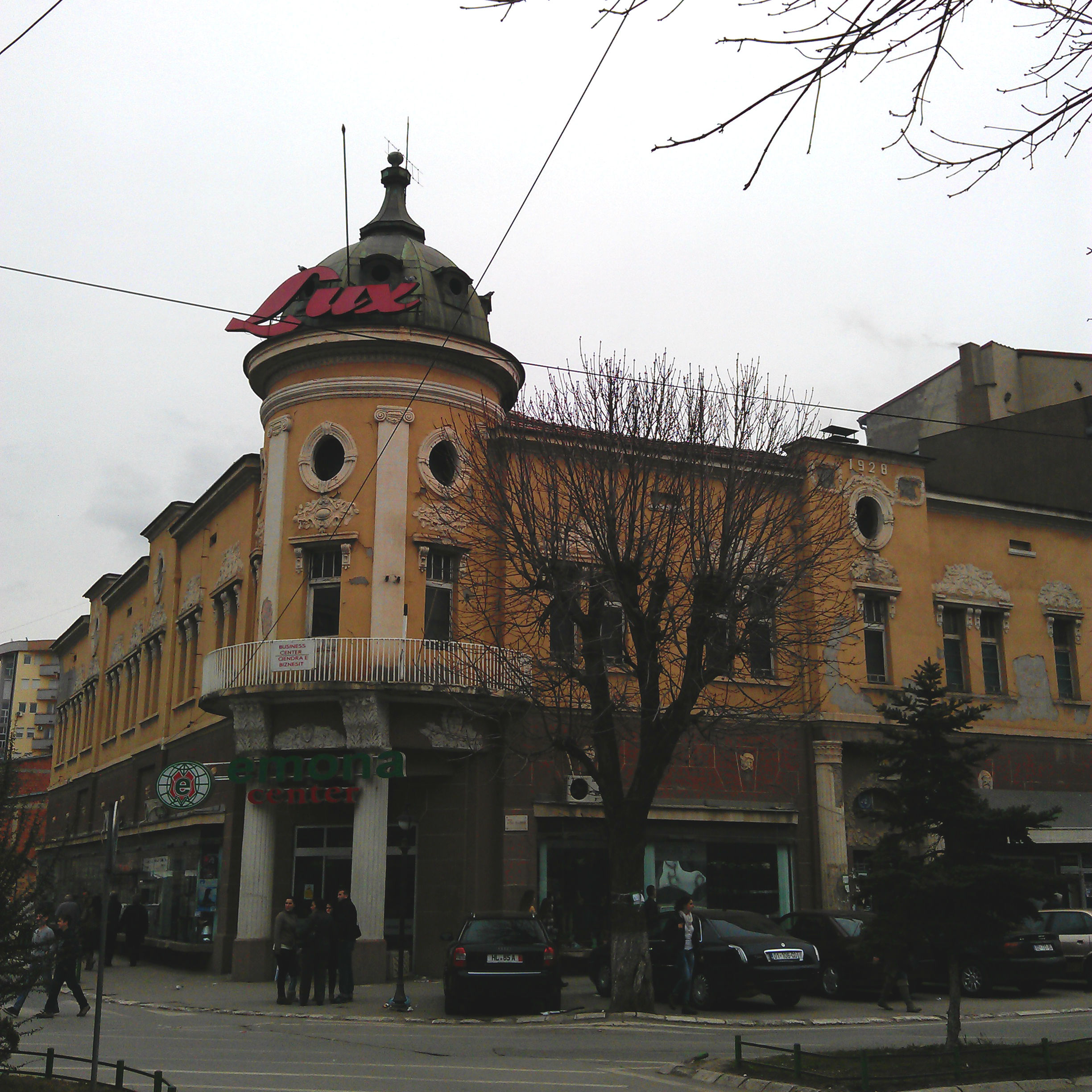
Hotel Jadran a Kosovska Mitrovica.
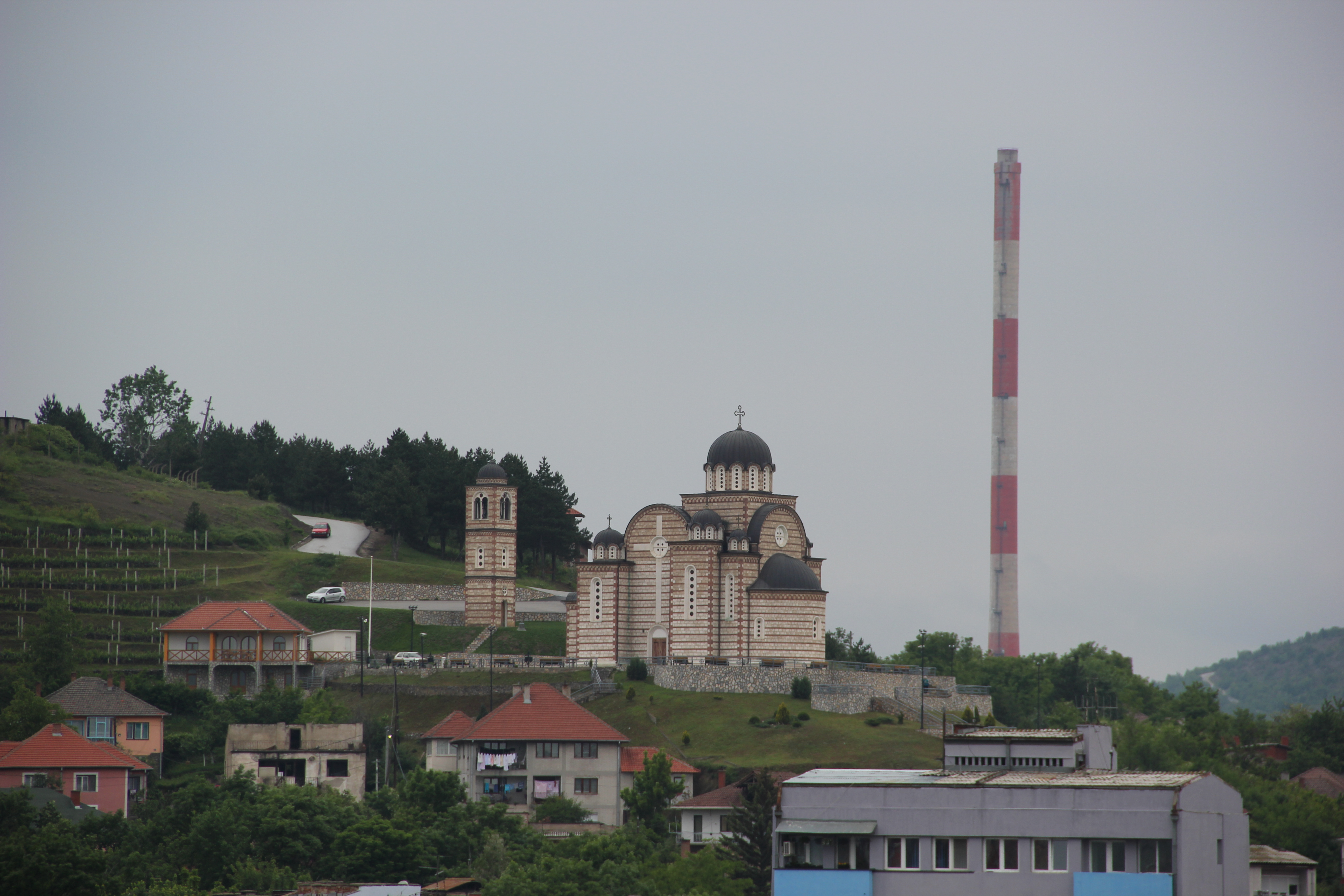
Chiesa serbo-ortodossa a Zvečan.
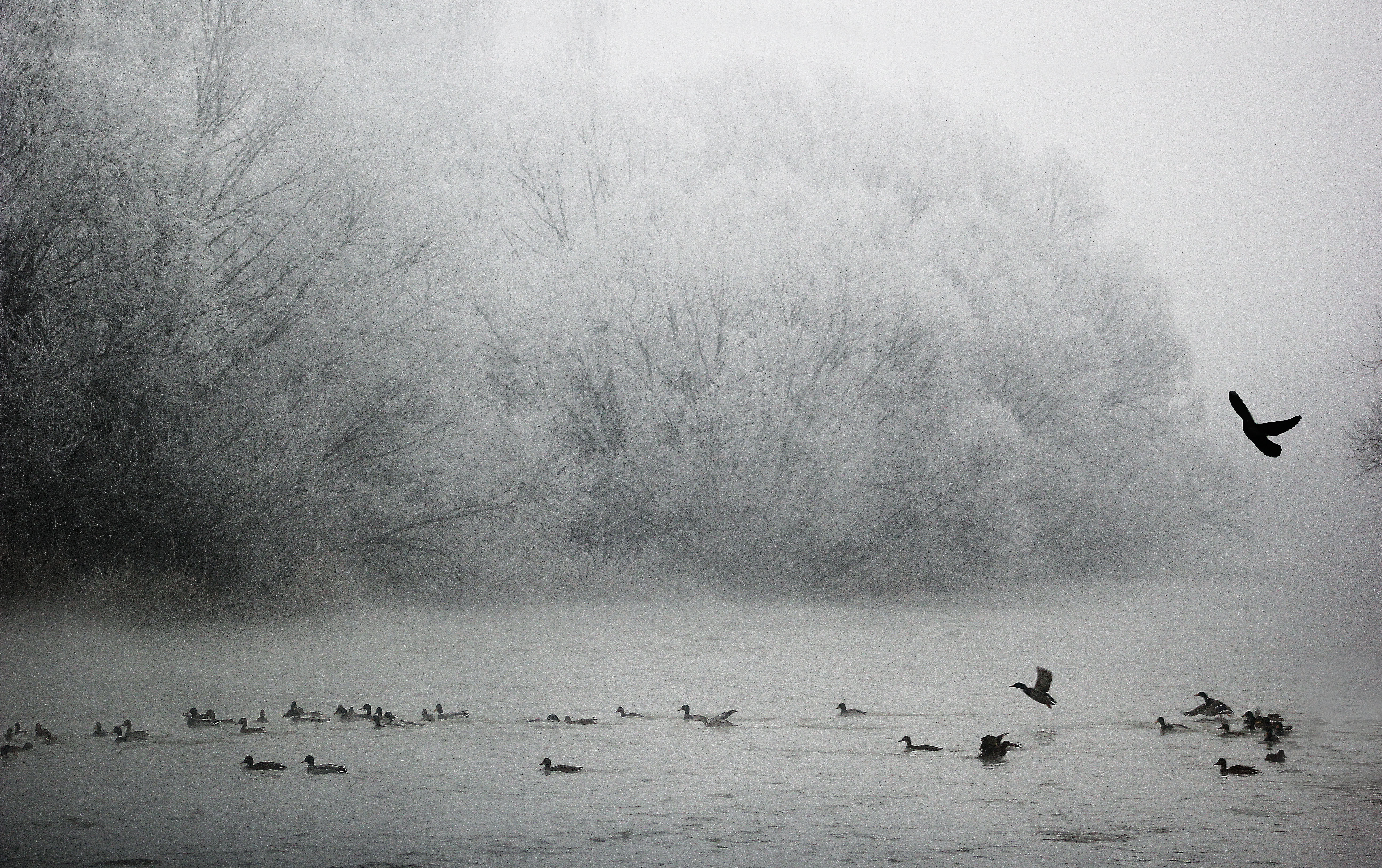
Fiume Ibar a Kosovska Mitrovica.
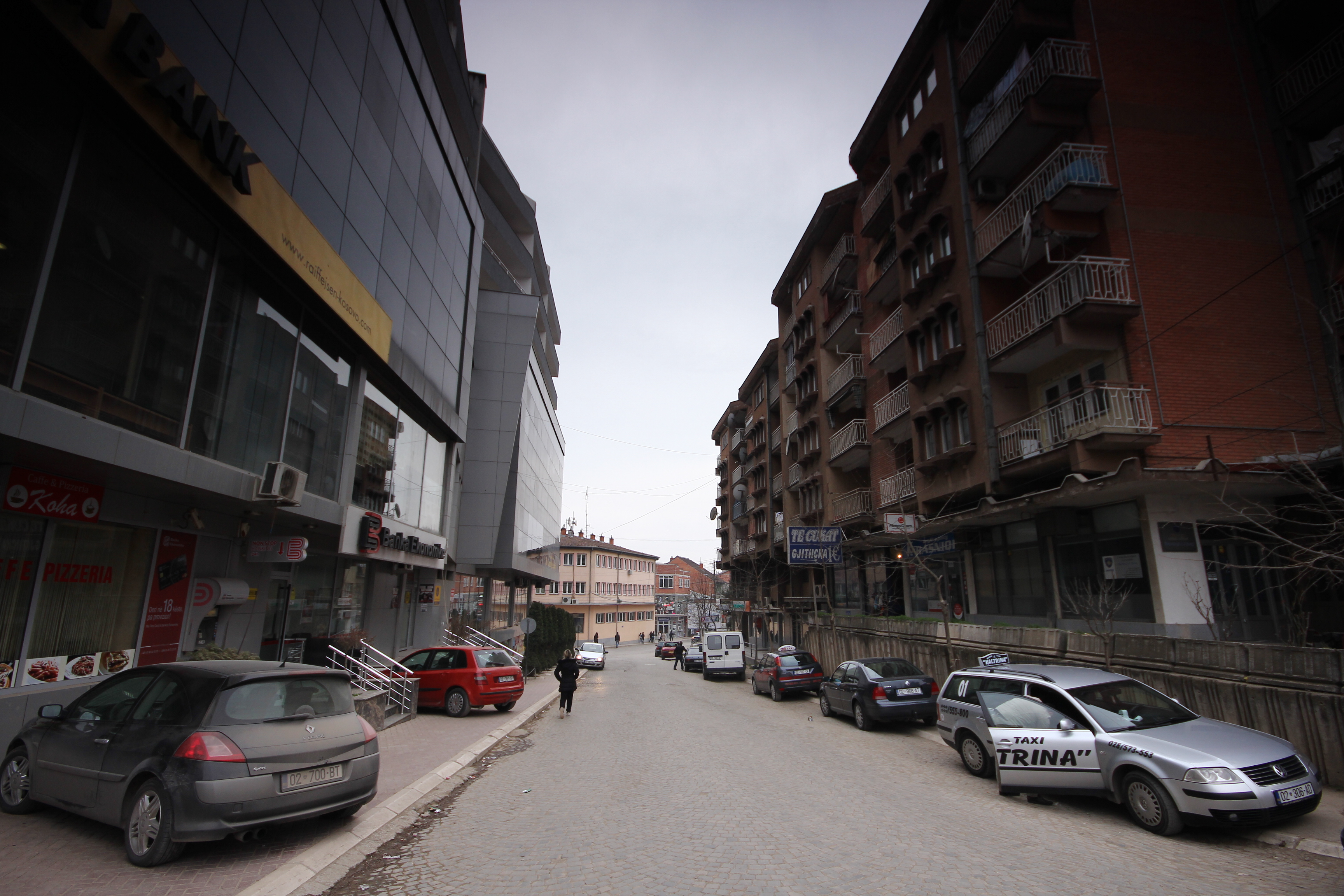
Città di Vučitrn.
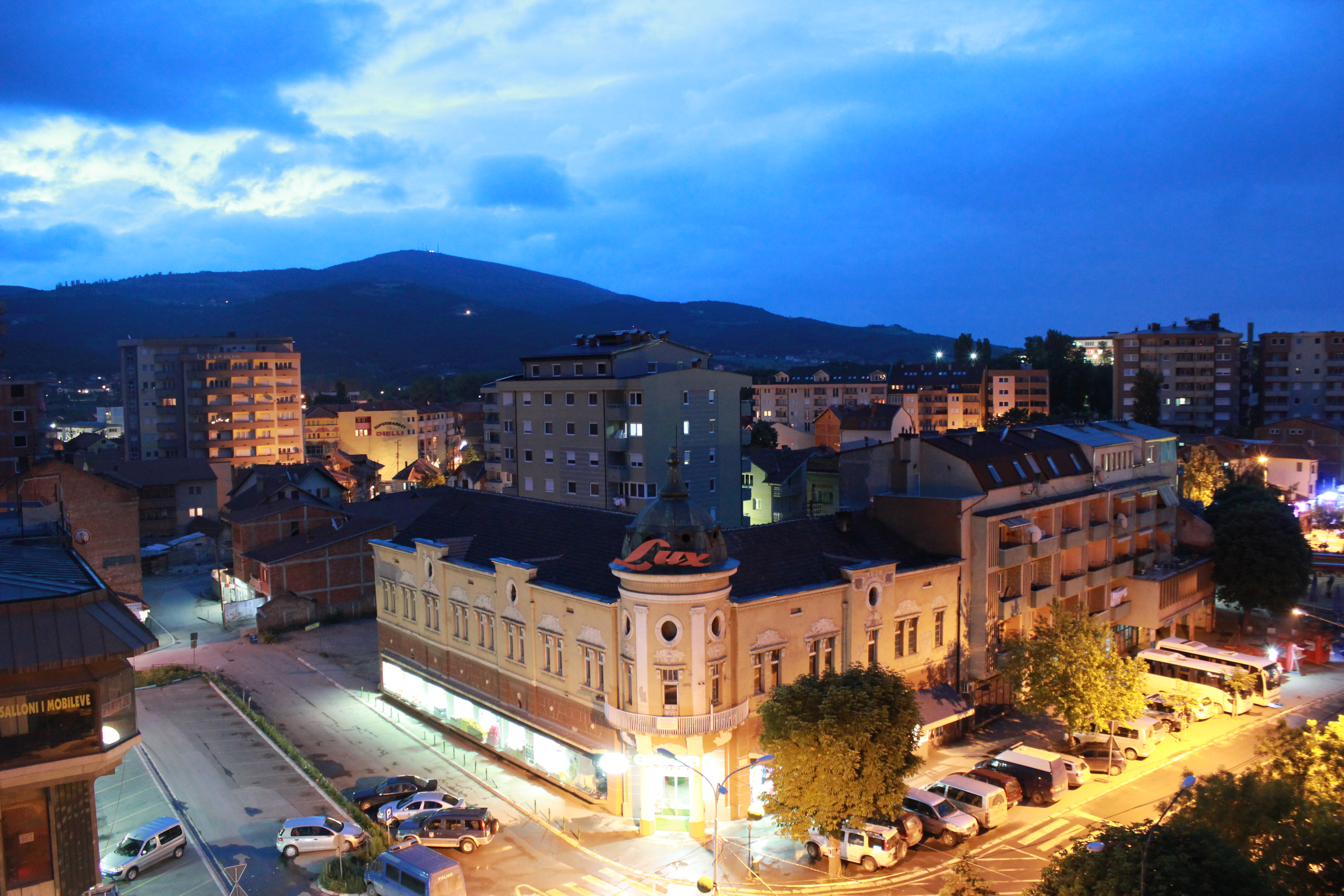
Hotel Jadran a Kosovska Mitrovica.
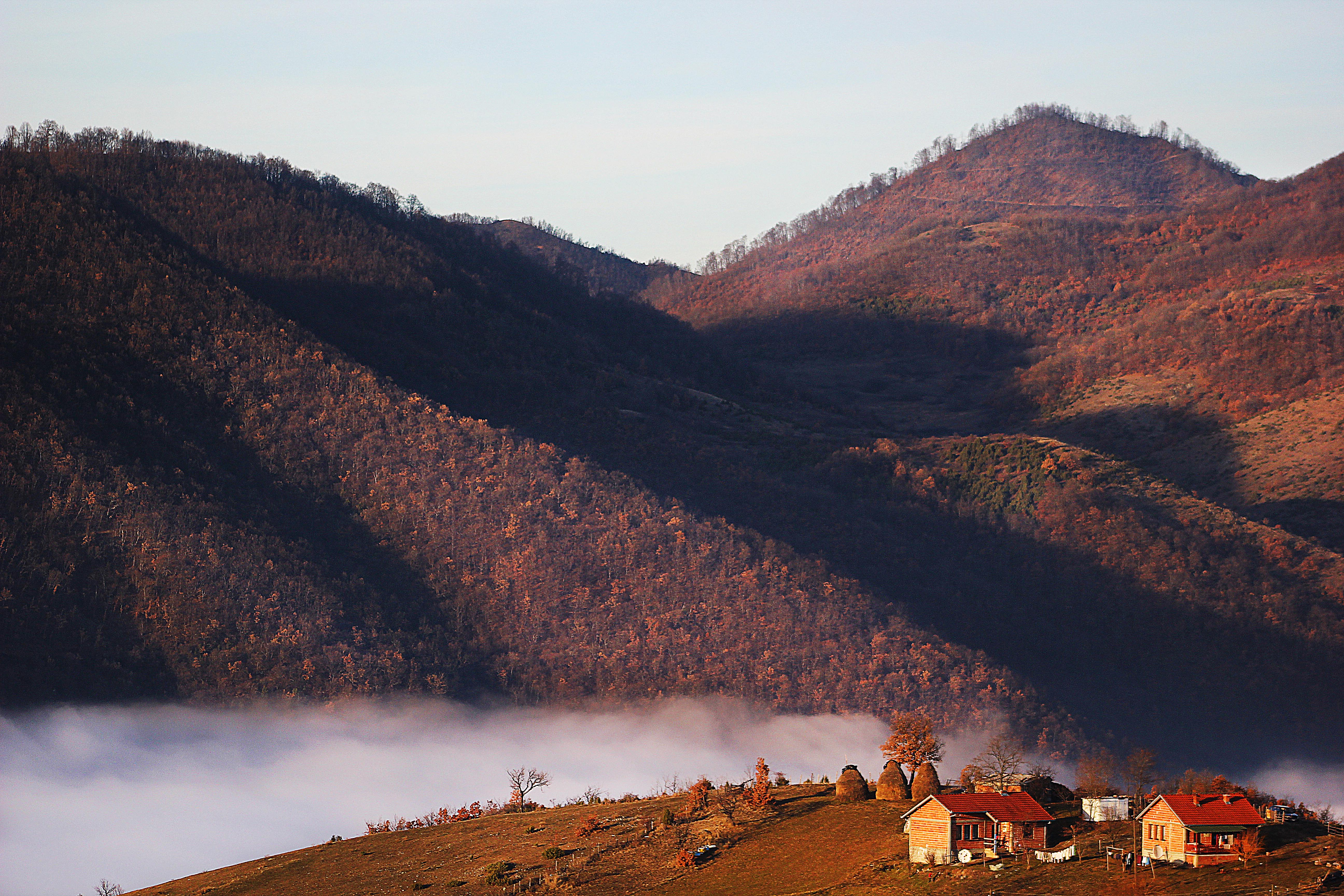
Villaggio di Cerajë/Ceranja.
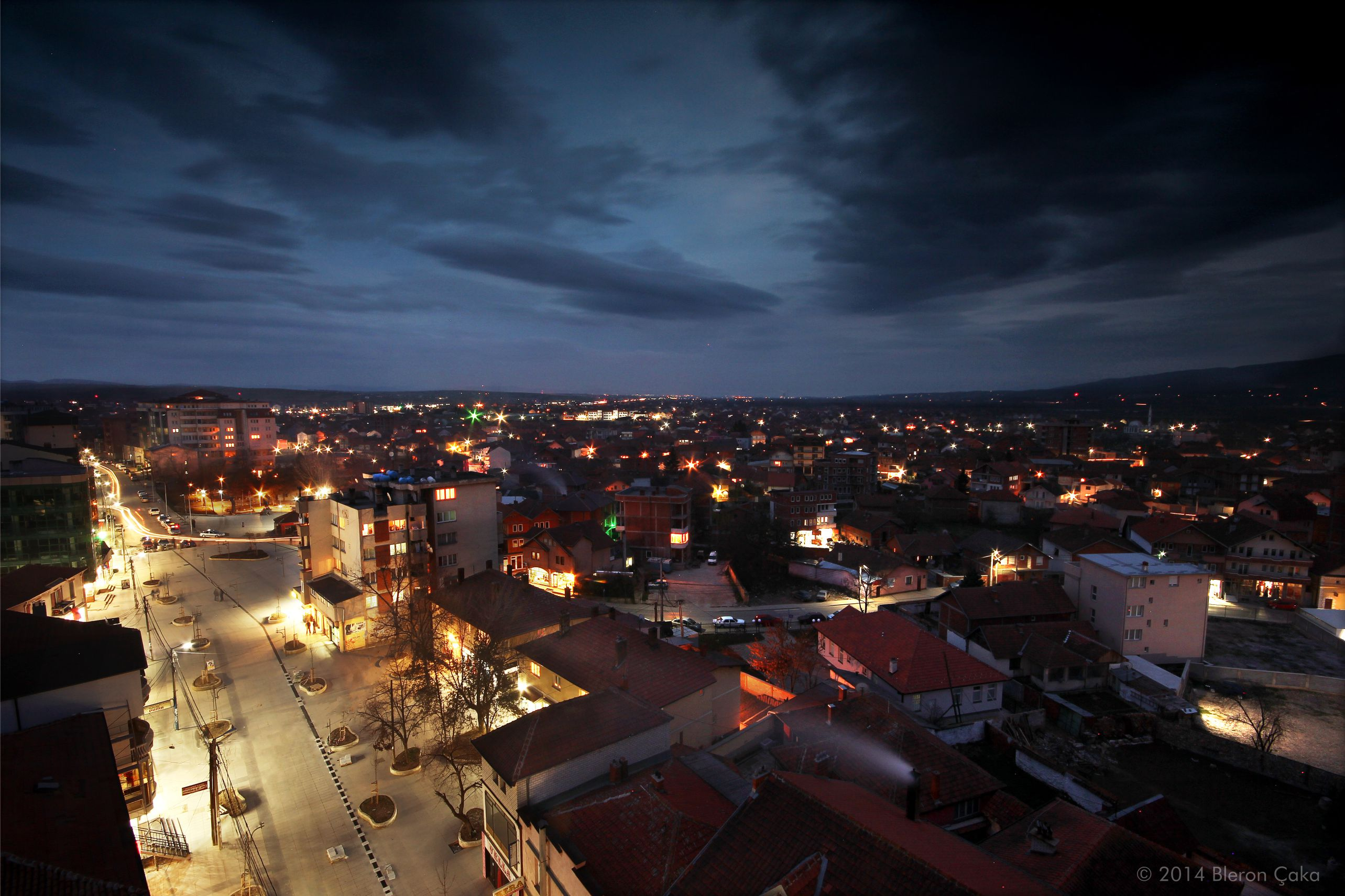
Città di Vučitrn di notte.
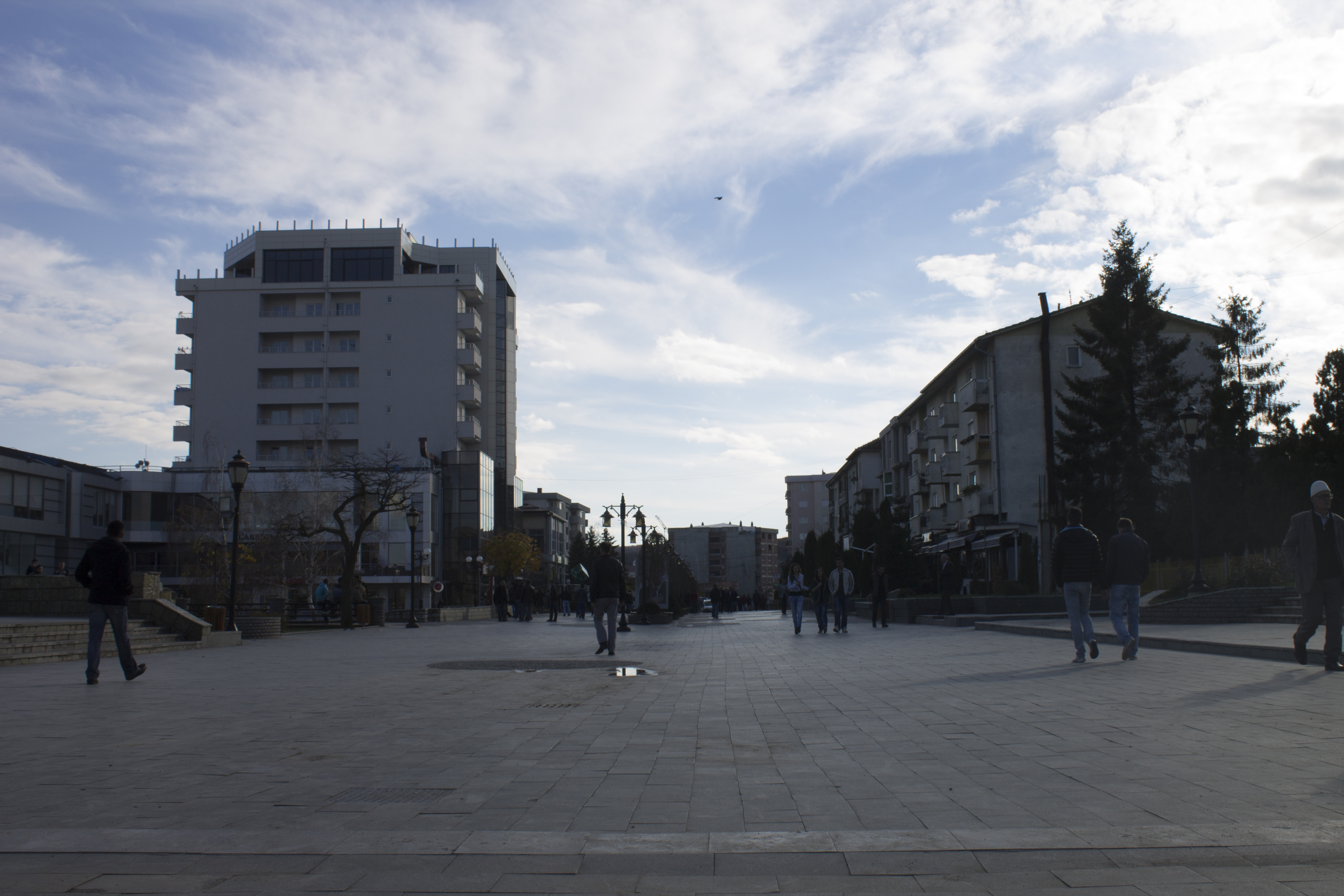
Piazza "Adem Jashari" a Skënderaj/Srbica.
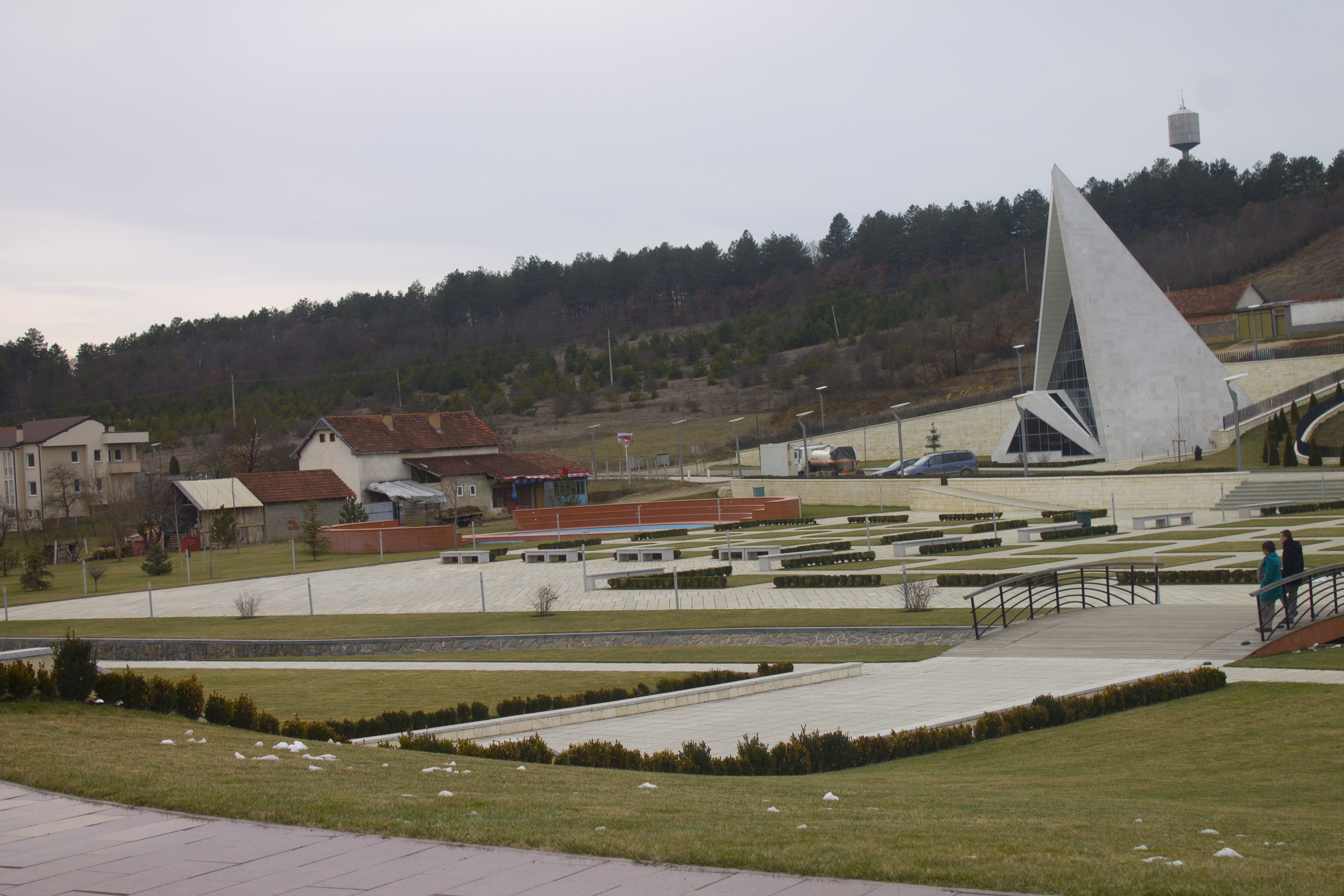
Memoriale ad Adem Jashari a Prekazi i Poshtëm/Donje Prekaze.
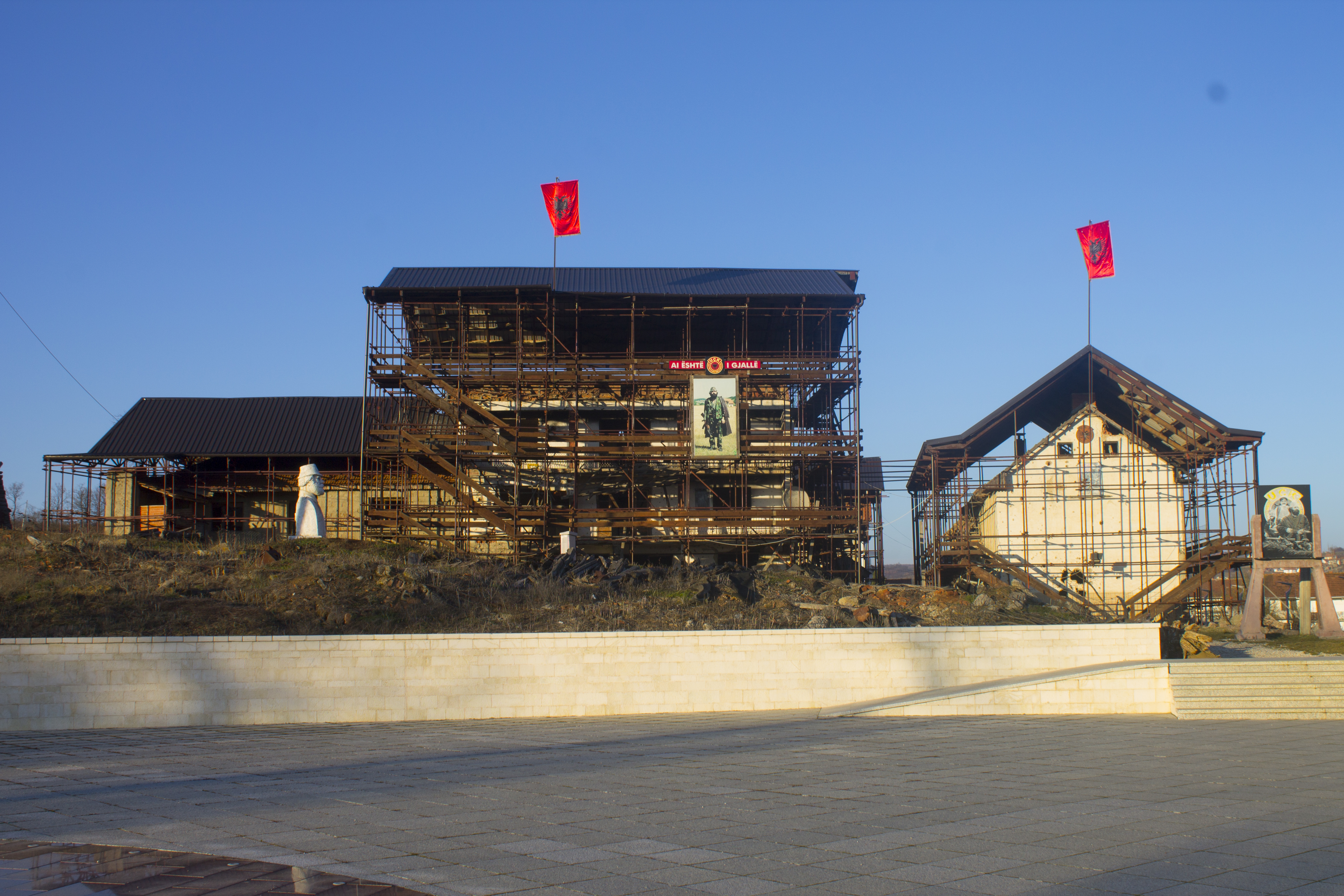
Memoriale ad Adem Jashari a Prekazi i Poshtëm/Donje Prekaze.
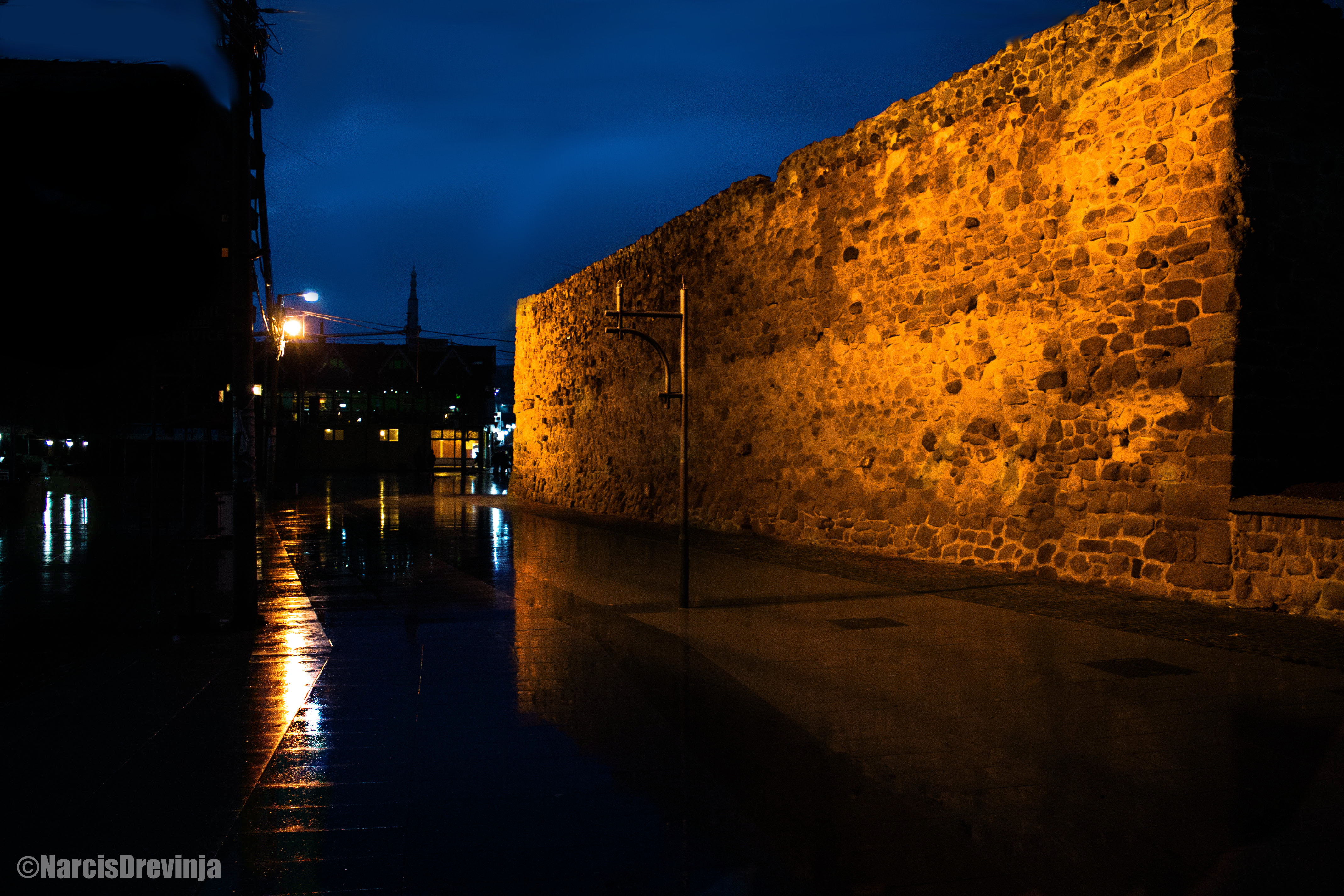
La fortezza di Vučitrn.
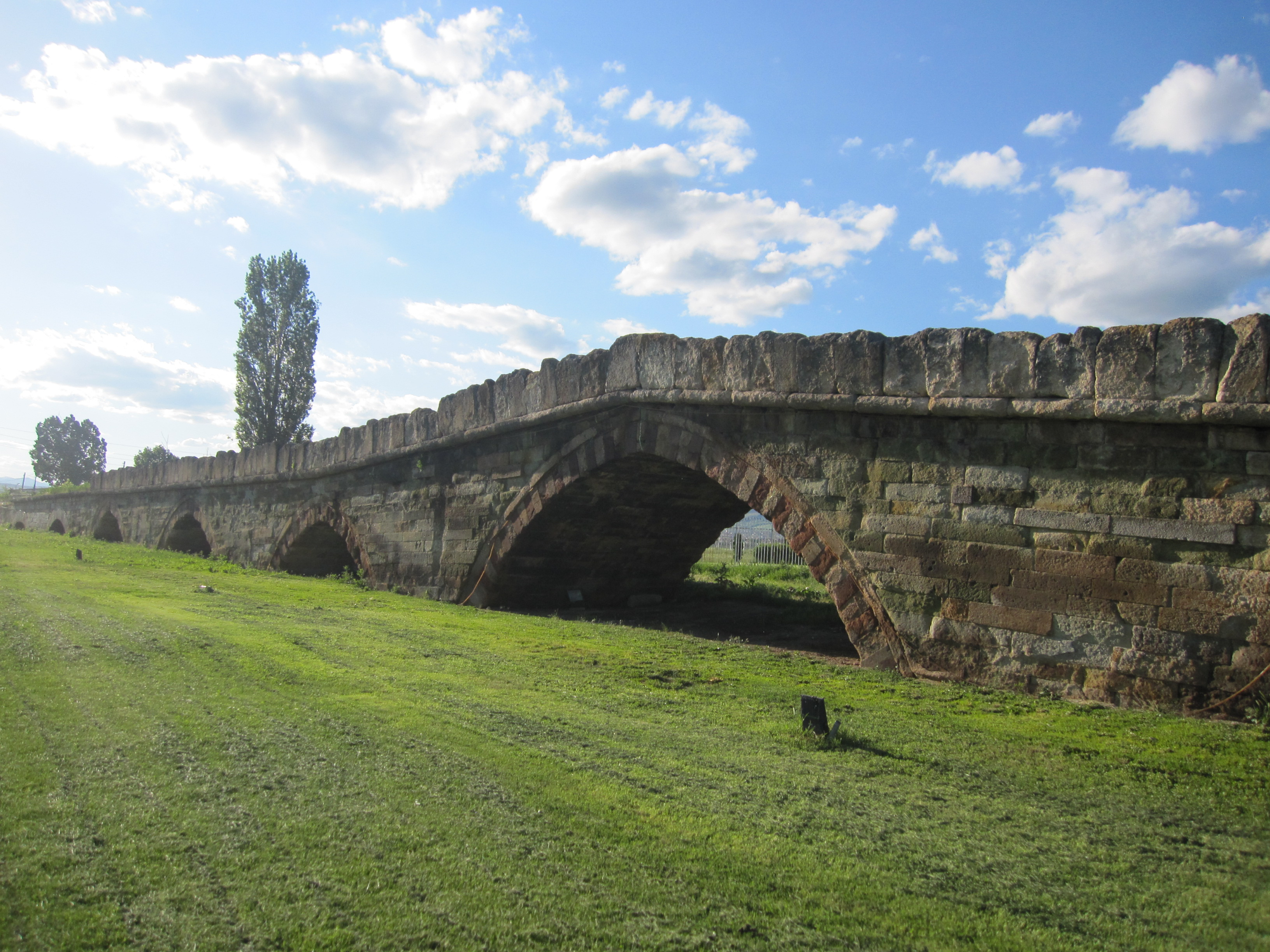
Vecchio ponte di pietra a Vučitrn.
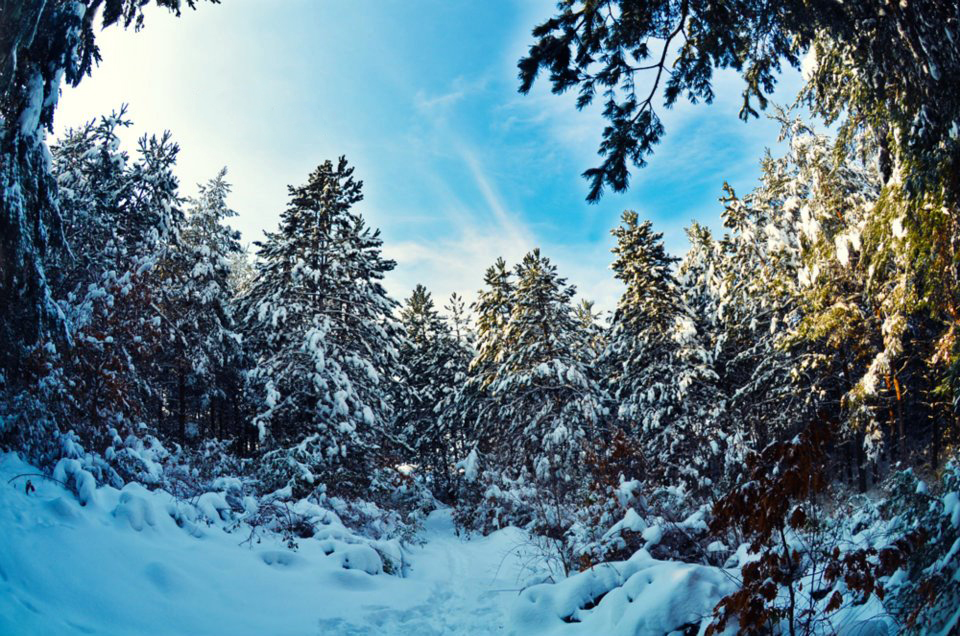
Foreste vicino Vučitrn.
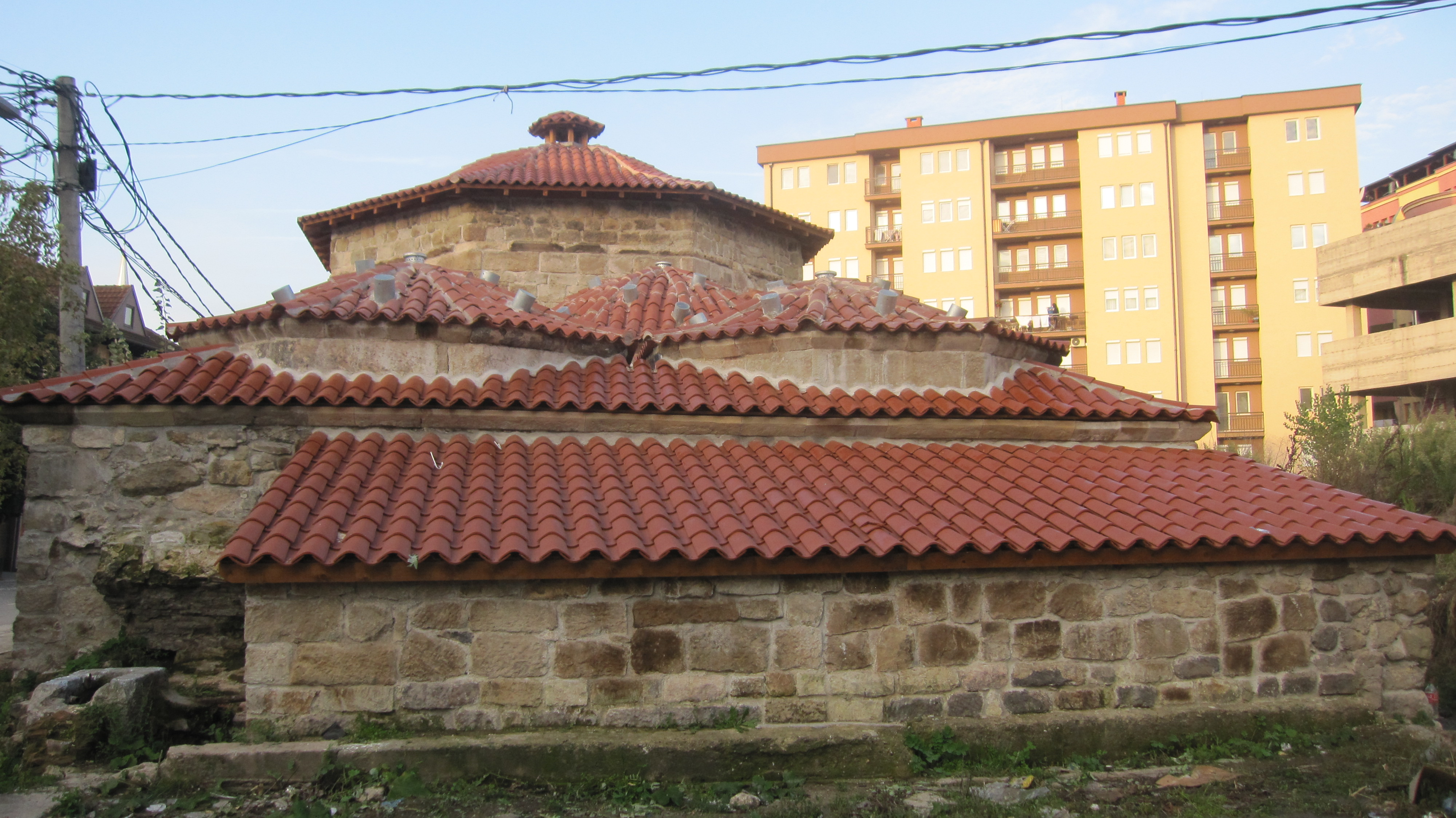
Vecchio Hamam a Vučitrn.
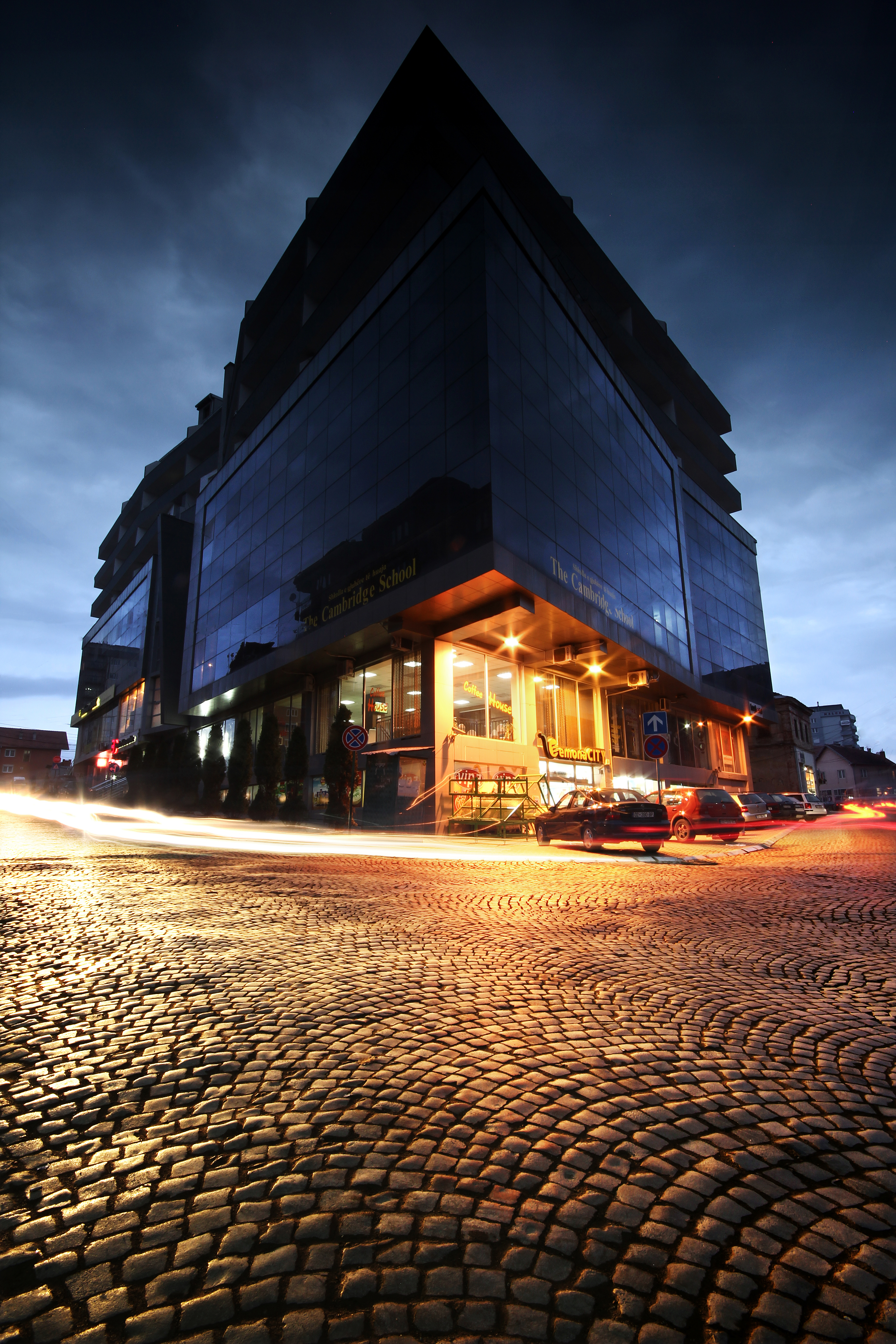
Città di Vučitrn.
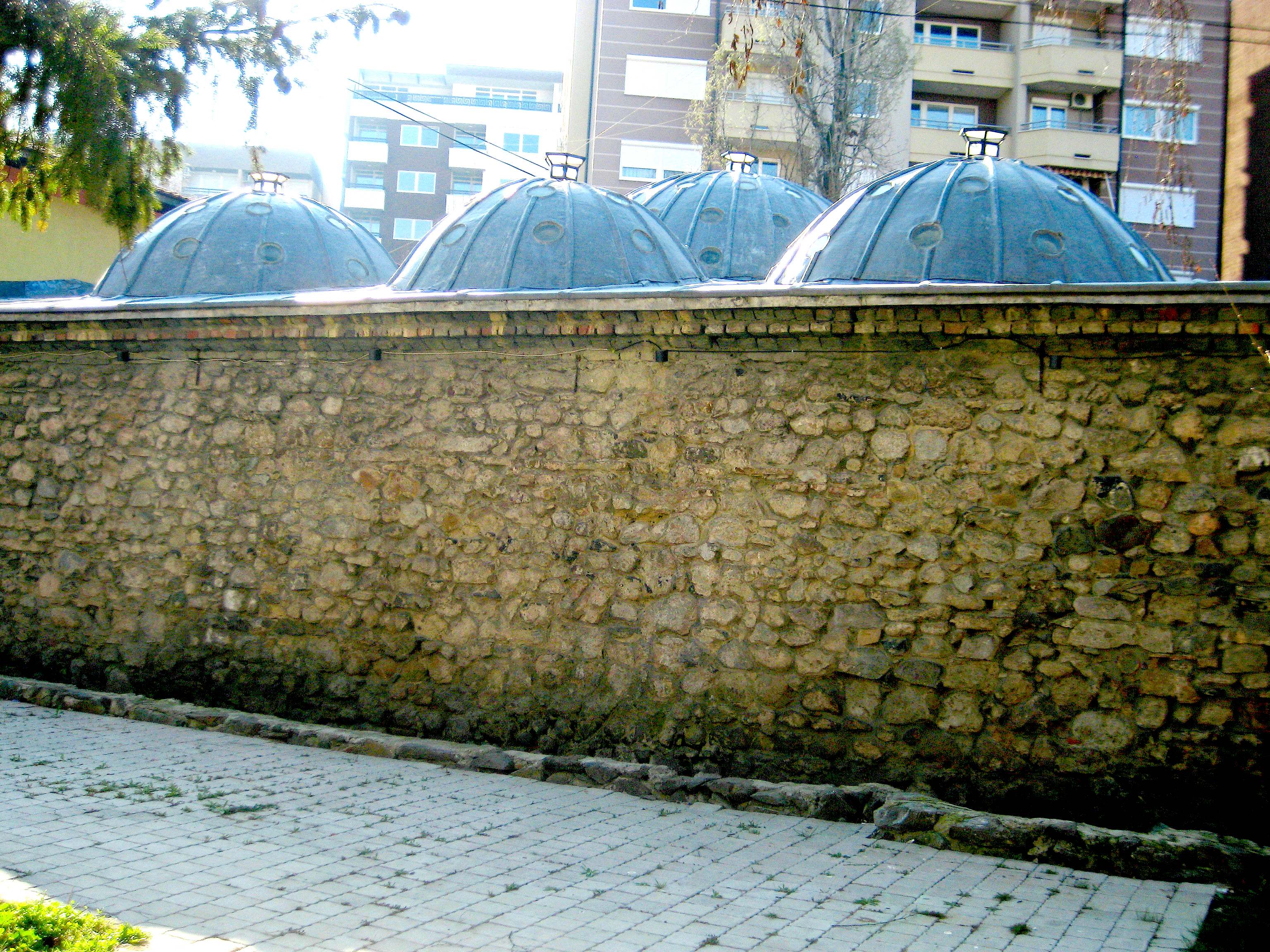
La costruzione del vecchio Hamam a Mitrovica.
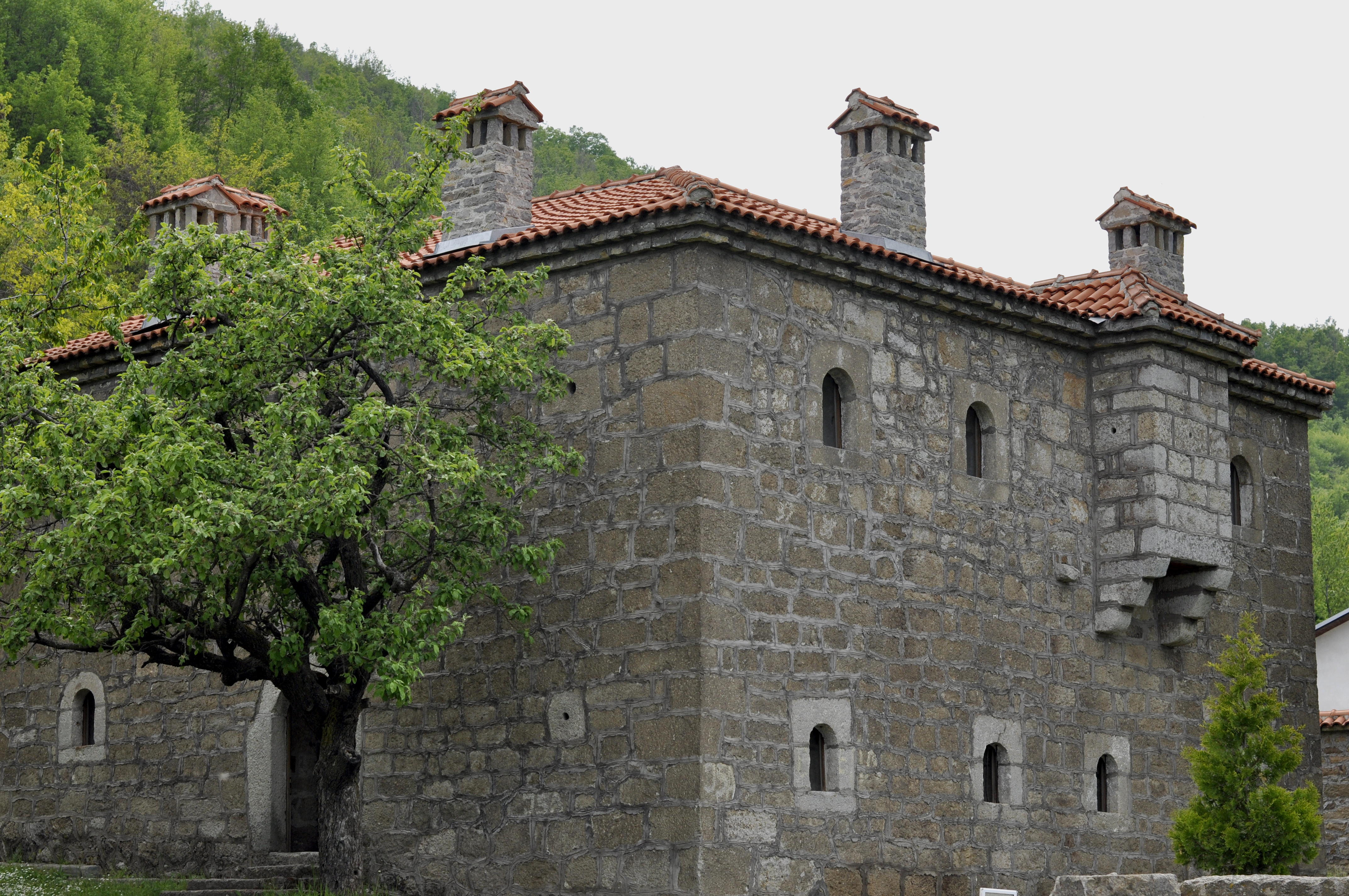
La torre di Isa Boletini a Boletin, Zvečan.
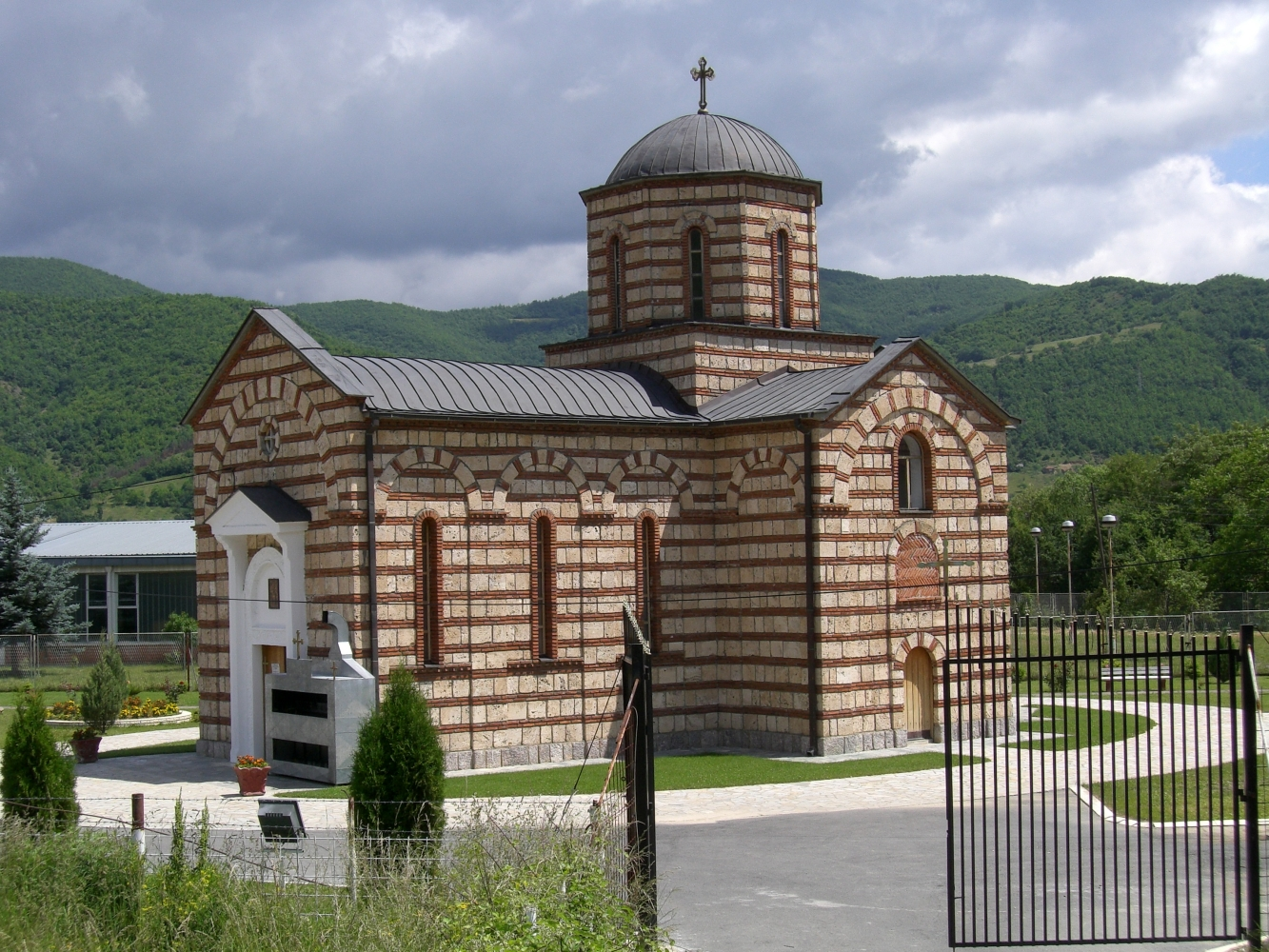
Chiesa della Santa Trinità, Zubin Potok.
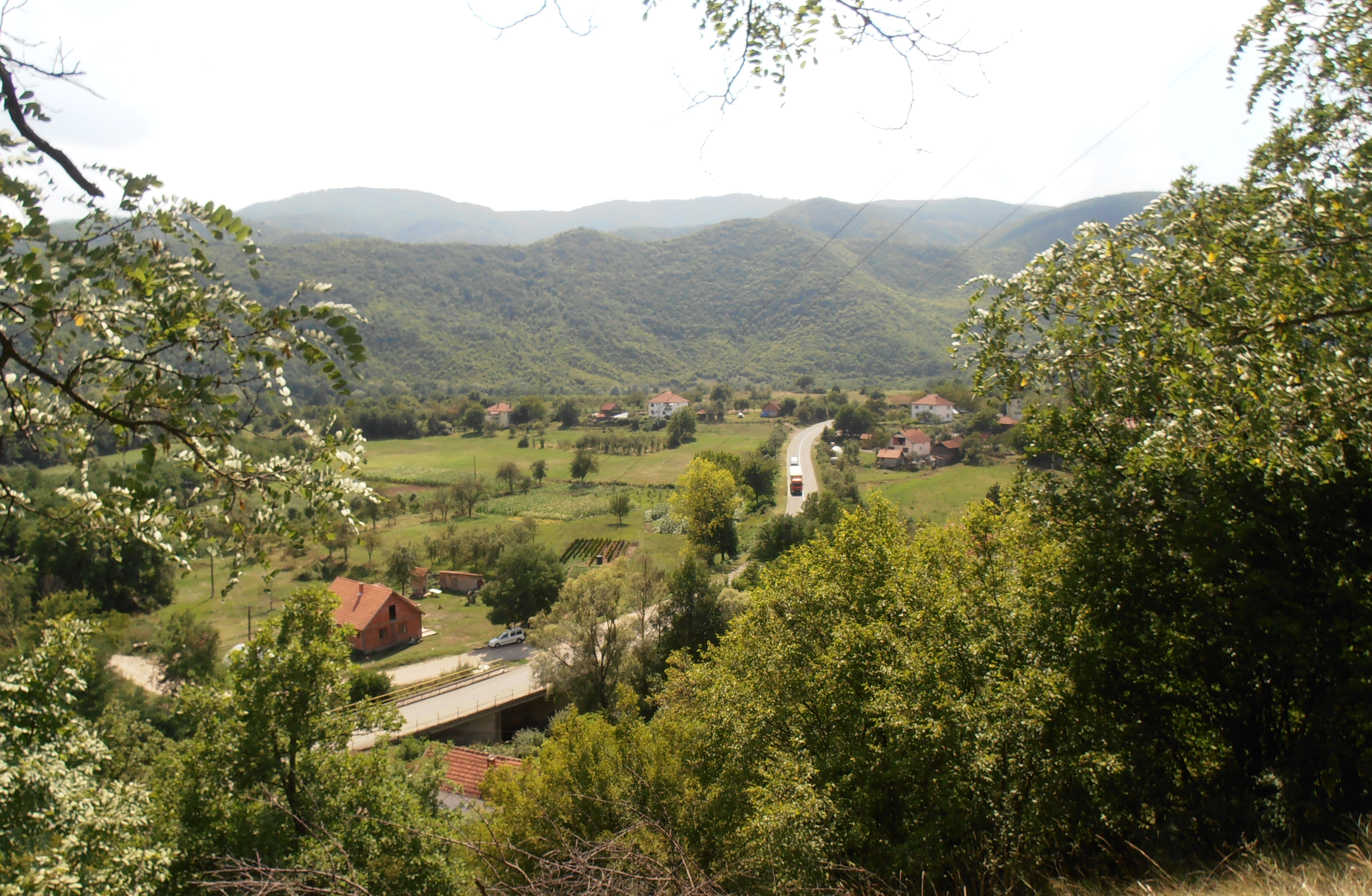
Leposavić.
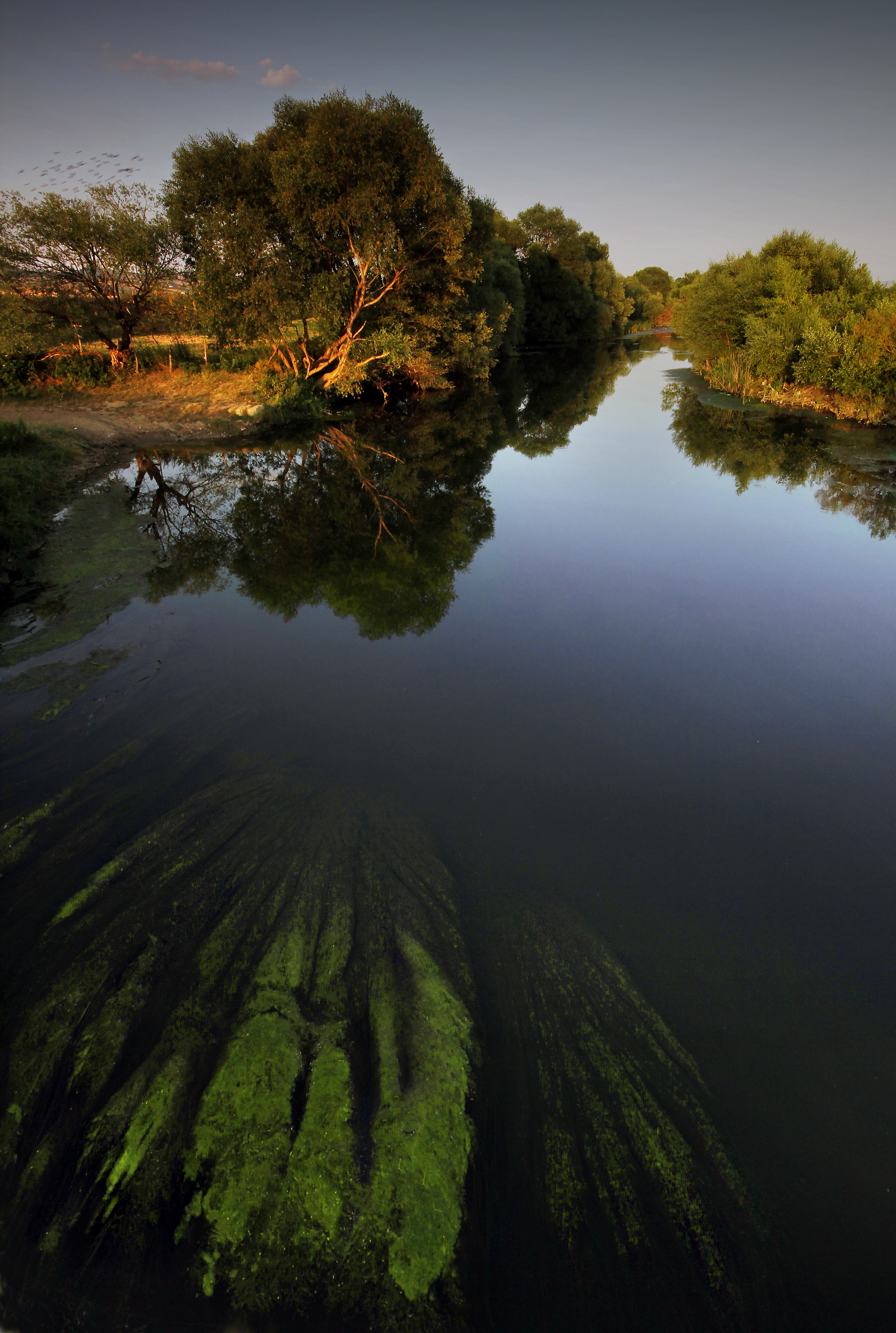
Fiume Sitnica visto da un ponte.
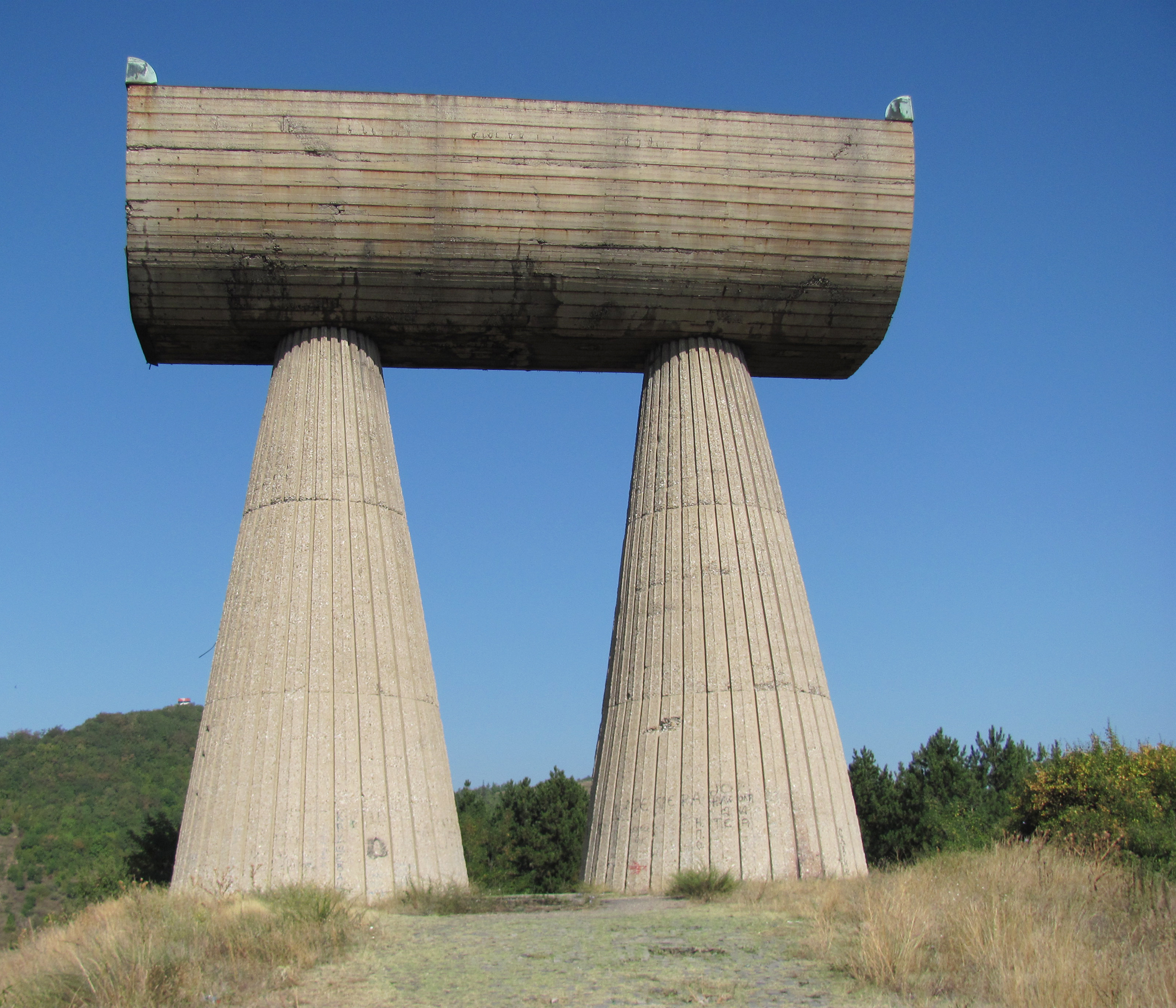
Il monumento dei minatori a Mitrovica del Nord.
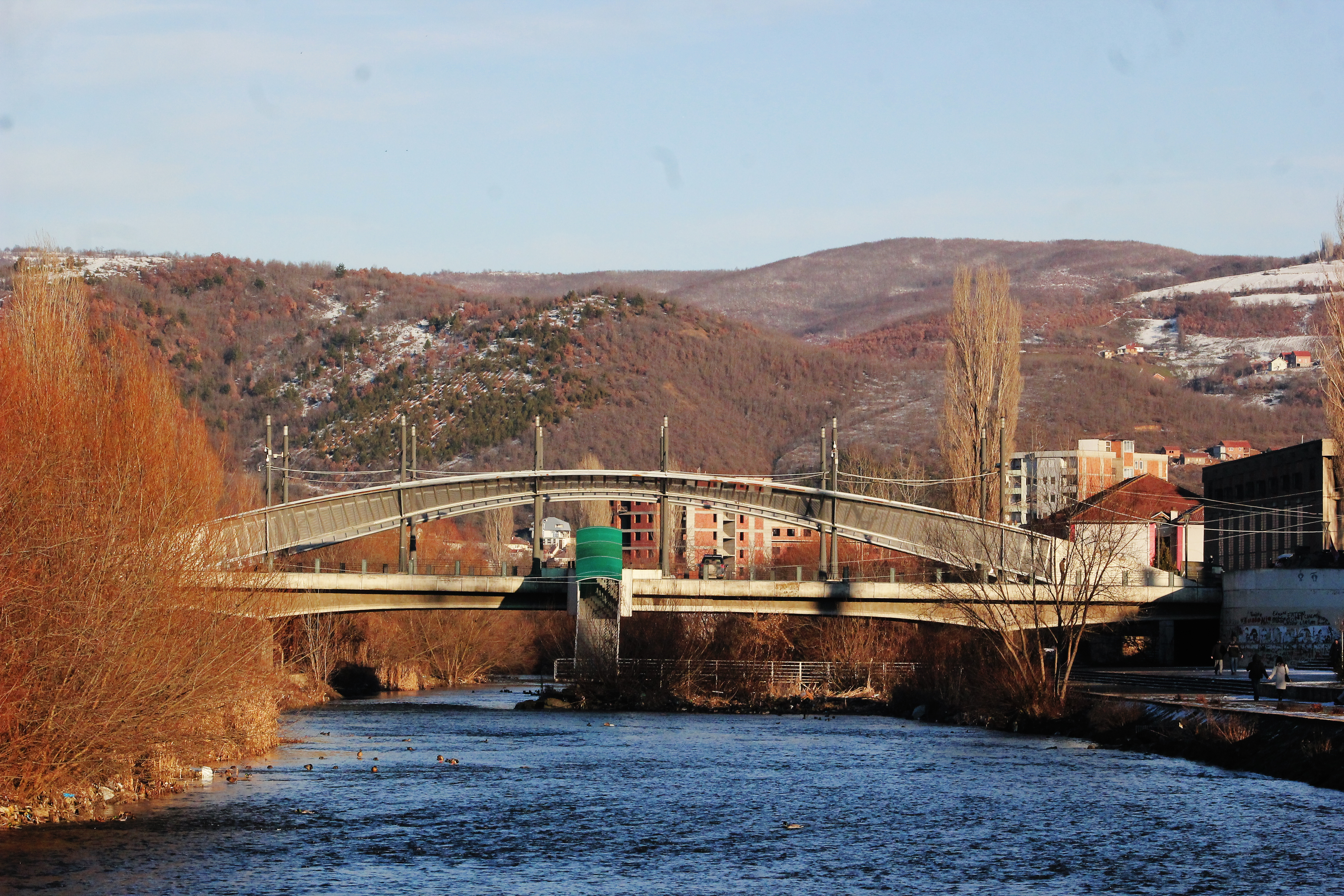
Il ponte principale sul fiume Ibar, Mitrovica.
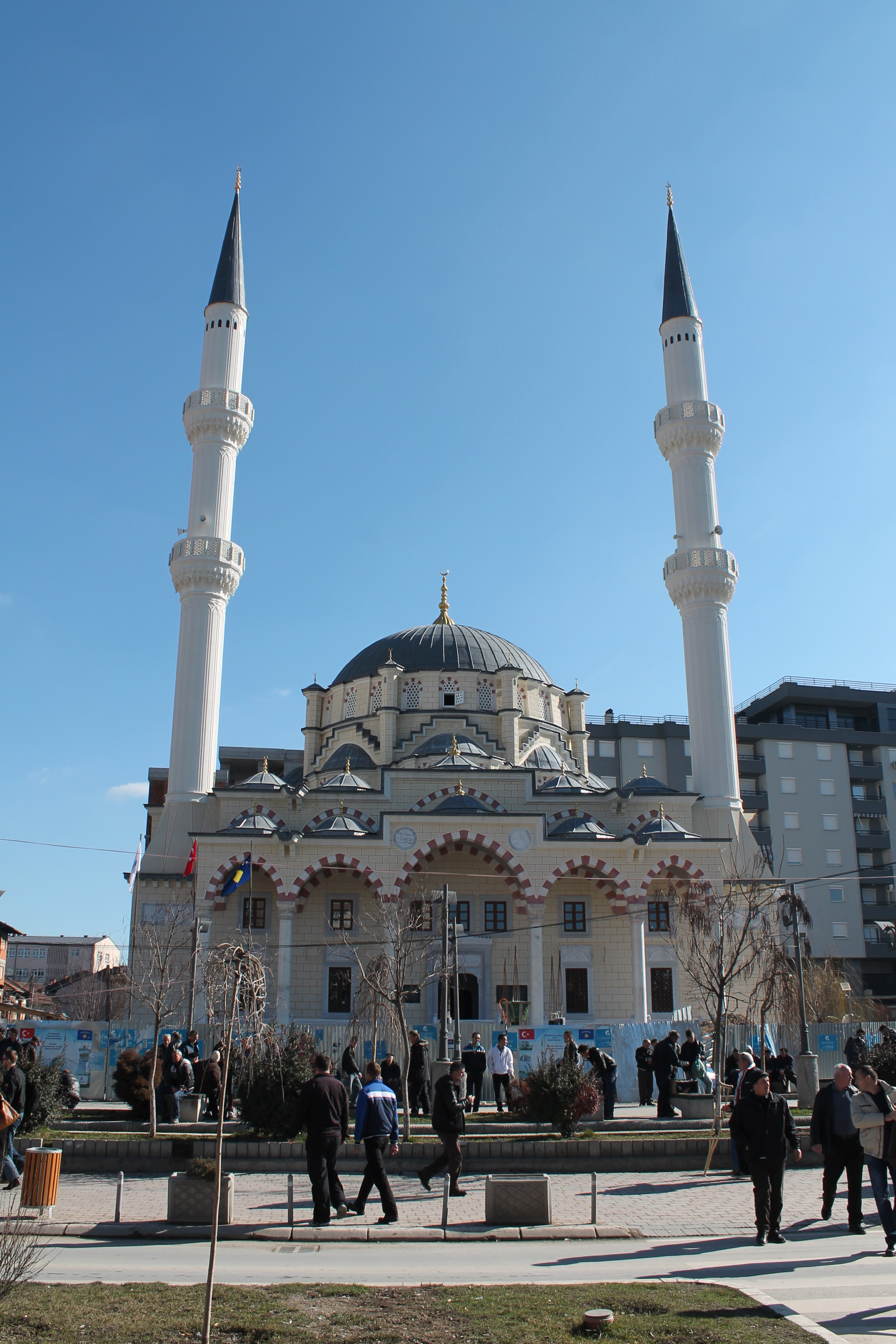
Moschea Bayram Pasa nel centro di Kosovska Mitrovica.